# Rue des Teinturiers (Avignon)
Pour les articles homonymes, voir Rue des Teinturiers.
La rue des Teinturiers est l'une des artères de la commune française d'Avignon.

## Situation et accès
Surplombant la Sorgue dont l'eau est dirigée par le canal de Vaucluse vers les remparts qu'elle traverse à la tour du Saint-Esprit ou de la Sorguette, cette rue a été, du XIVe siècle au XIXe siècle, le siège d'une intense activité manufacturière. Vingt-trois roues à aubes fournissaient l'énergie à des moulins et des filatures de soie. Ses eaux furent utilisées pour laver des indiennes et rincer les tissus par les teinturiers. Même si de nos jours, il ne reste plus que quatre roues, elle est toujours surnommée rue des Roues par les Avignonnais. Pavée de calades et ombragée de platanes, elle est devenue l'un des pôles touristiques de la cité des papes pendant le Festival d'Avignon. Elle possède de plus quatre sites remarquables : la maison du IV de Chiffre, la maison de Jean-Henri Fabre, la chapelle des Pénitents Gris et le clocher du couvent des cordeliers, ultime vestige de l'église où fut inhumée Laure, l'éternel amour de Pétrarque.

## Origine du nom
La rue tire son nom de l'intense activité industrielle liée au textile présente le long du canal, de la Renaissance à la fin du XIXème siècle.

## Historique

### Moyen Âge
L'importance du débit de la Sorgue et de ses différents bras incita Avignon à protéger ses fortifications par des douves alimentées par ces eaux. Cette entreprise fut réalisée à l'initiative des chanoines de Notre-Dame des Doms dès le Xe siècle grâce au creusement du canal de Vaucluse.
Ce bras de la Sorgue descendait l'actuelle rue des Teinturiers jusqu'au Portail Peint ou Portail Imbert vieux, sis à l'entrée de la rue Bonneterie, puis obliquait à découvert le long des lices pour alimenter les douves des fortifications. Il était initialement bordé pour protéger ses rives.
Ces fossés - les Sorguettes - sont toujours clairement repérables à partir du tracé des remparts du XIIe siècle, marqués par les rues Philonarde, des Lices, Henri Fabre et Joseph Vernet. Ces eaux alimentaient nombre de moulins placés sur les berges.

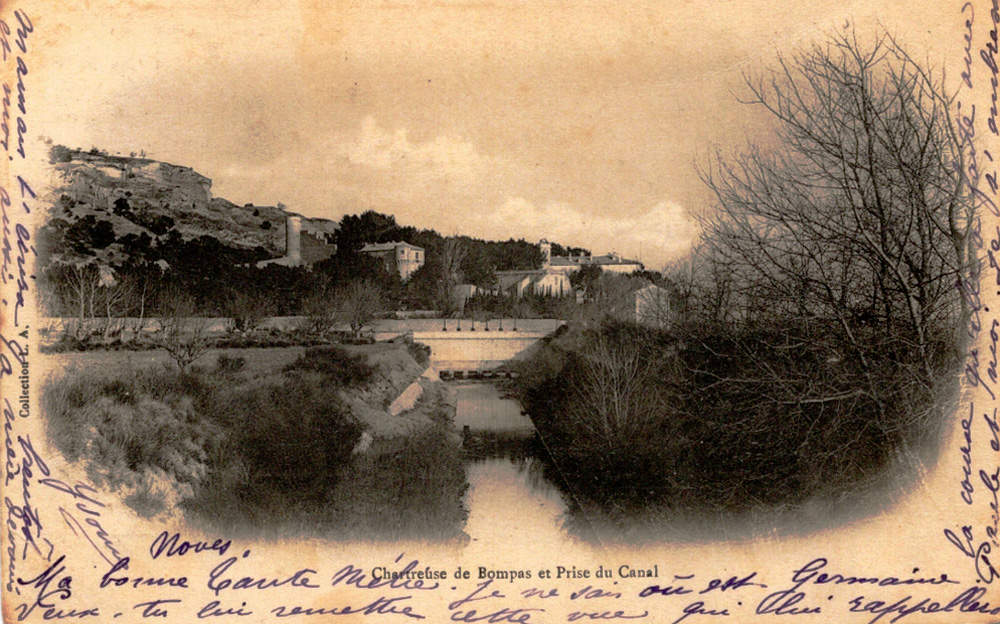
Prise d'eau du canal de la Durançole à proximité de la Chartreuse de Bonpas.

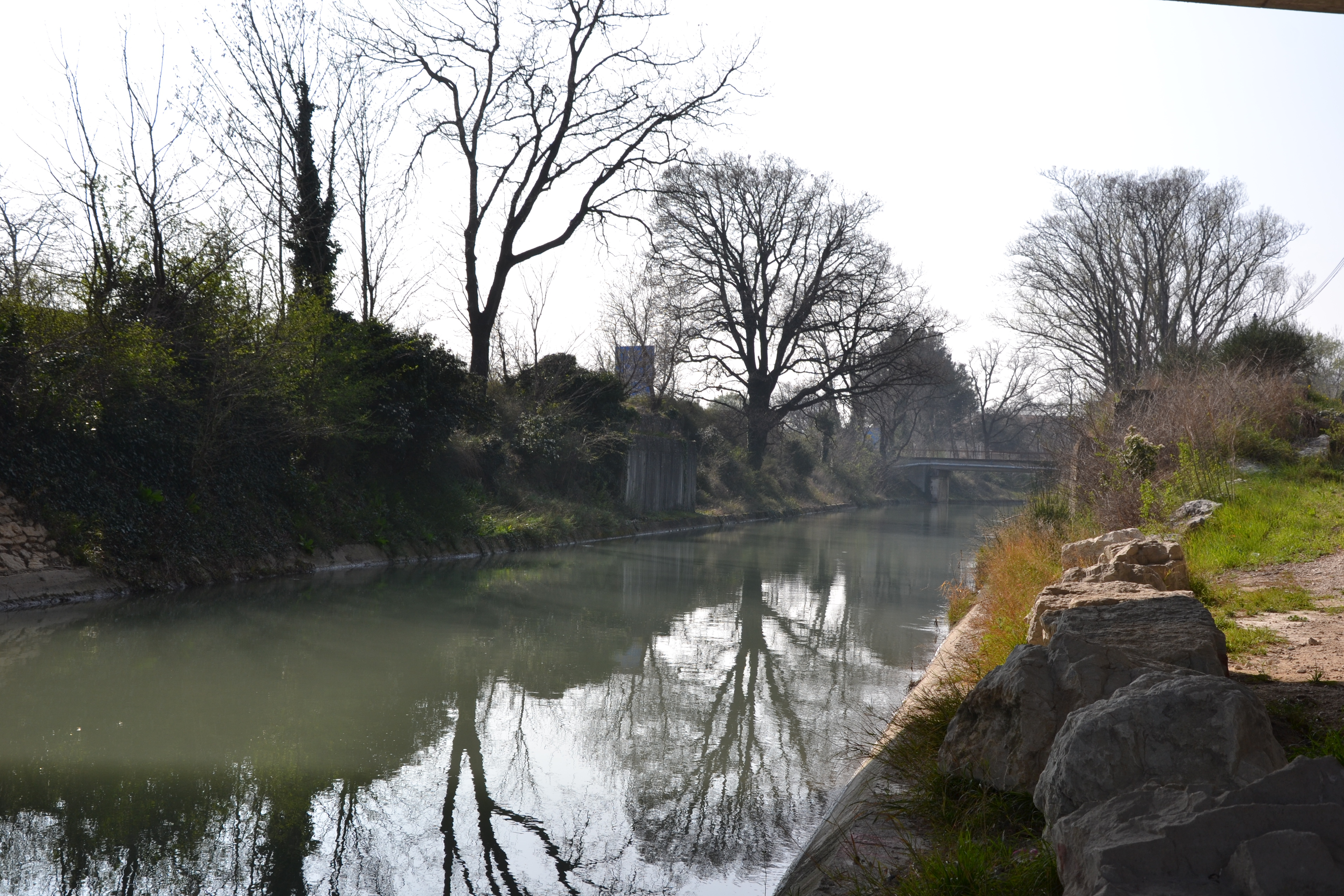
L'actuelle Durançole.

Mais le débit des Sorguettes fut jugé insuffisant. La commune concéda, en 1229, à Pierre Ruf et à Isnard Mourre le creusement d'un nouveau canal, la Durançole ou canal de l'Hôpital. Les eaux apportées par celui-ci provenaient de la Durance et se déversaient dans les fossés ouest des fortifications, à l'opposé de celles provenant de la Sorgue.
Sous la papauté, le long les rives de celle-ci s'installèrent à demeure tanneurs, parcheminiers et teinturiers. Des bains et étuves furent construits, ainsi que des abreuvoirs et des lavoirs.
Le 24 juin 1406, un document de voirie désigne sous le nom de « grand sorgo » le canal qu'il est question de nettoyer et de curer. Ces opérations allaient durer deux ans et permirent de mettre au jour les bords originaux. Elles s'étendirent jusqu'aux Sorguettes qui, en 1408, étaient qualifiées de « fossés antiques ».

### Renaissance
Une industrie textile, liée à la laine et à la soie, s'installa sur les rives du canal soit à proximité d'Avignon, soit dans sa partie intra muros. Les teinturiers, qui allaient donner leur nom à la rue que borde la Sorgue, intervinrent, dès 1477, auprès du Conseil de Ville pour demander la déviation des eaux de la Durançole et ne conserver que celles de la Fontaine de Vaucluse dont la pureté donnaient à leurs étoffes éclat et vivacité des couleurs.

### Période moderne
Au XVIIe siècle, les rives de la Sorgue intramuros étaient bordées de peupliers. Ceux-ci furent remplacés par des ormes à partir de 1704.

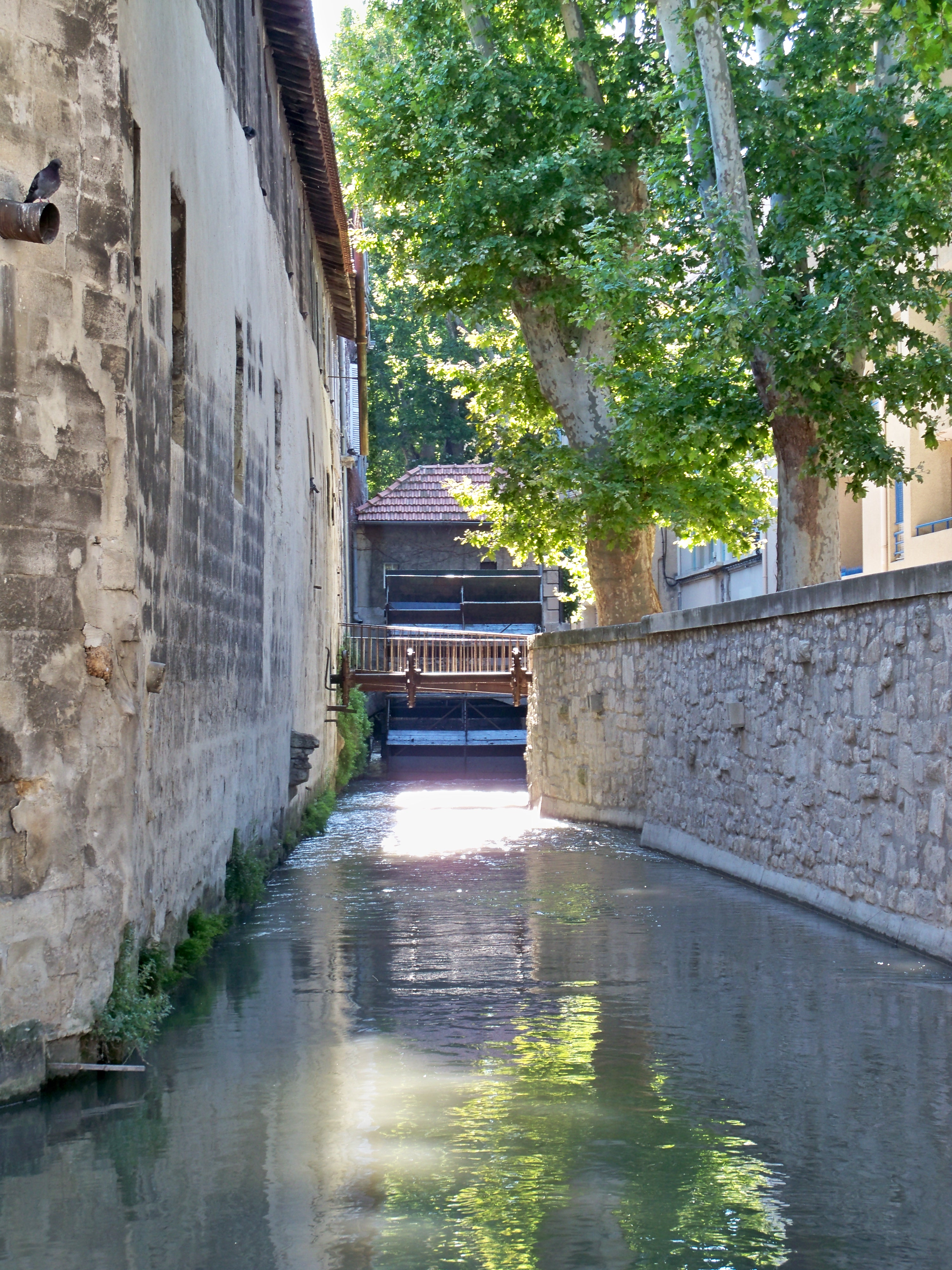
Vue de la Sorgue et d'une des dernières roues à aubes.

Le mercredi 5 septembre 1792, les Avignonnais en colère démantelèrent un certain nombre de roues à aubes sur le canal, prétendant qu'elles provoquaient des inondations en amont de la porte Limbert.
Jusqu'à la Révolution, la Sorgue avignonnaise fut gérée par le chapitre métropolitain d'Avignon. Un des derniers actes signé par les chanoines est daté du 23 août 1790. Ils donnaient pouvoir à leurs administrateurs pour faire exhausser un pont « afin d'éviter la dépense extraordinaire qu'occasionne annuellement le repurgement sous ce pont ».
Puis le canal passa sous l'autorité du préfet de Vaucluse. Ce dernier déléguait ses pouvoirs à un ingénieur en chef qui avait sous sa responsabilité des ingénieurs d'arrondissement. Ils contrôlaient le canal de sa prise jusqu'à l'intérieur d'Avignon.
Cette rue des Roues fut parcourue par le duc d'Aumale, quatrième fils du roi Louis-Philippe, de retour d'Algérie le 9 août 1841 à la tête du 17e Léger, le jeune Frédéric Mistral, alors âgé de 11 ans, en fut le spectateur émerveillé.
Ce fut en 1843 que la rue prit son nouveau nom de rue des Teinturiers. Le 23 juin 1859, des Tuileries, Napoléon III signa un décret concernant le règlement des eaux de la Sorgue. L'intérêt de ce document est qu'il énumère toutes les roues hydrauliques en service avec le nom de leurs propriétaires, leur affectation industrielle ainsi que la hauteur maximale de leurs aubes.
L'autorisation de former des syndicats le fit passer sous celle du « Syndicat des eaux du Canal de Vaucluse » qui en assura la gestion. Le 10 octobre 1906, sous la présidence de M. Chambon, il réclama à la Société Amic la somme de 1 000 francs, correspondant à un arriéré dû depuis 1878 pour usage de leur roue hydraulique.

### Période contemporaine

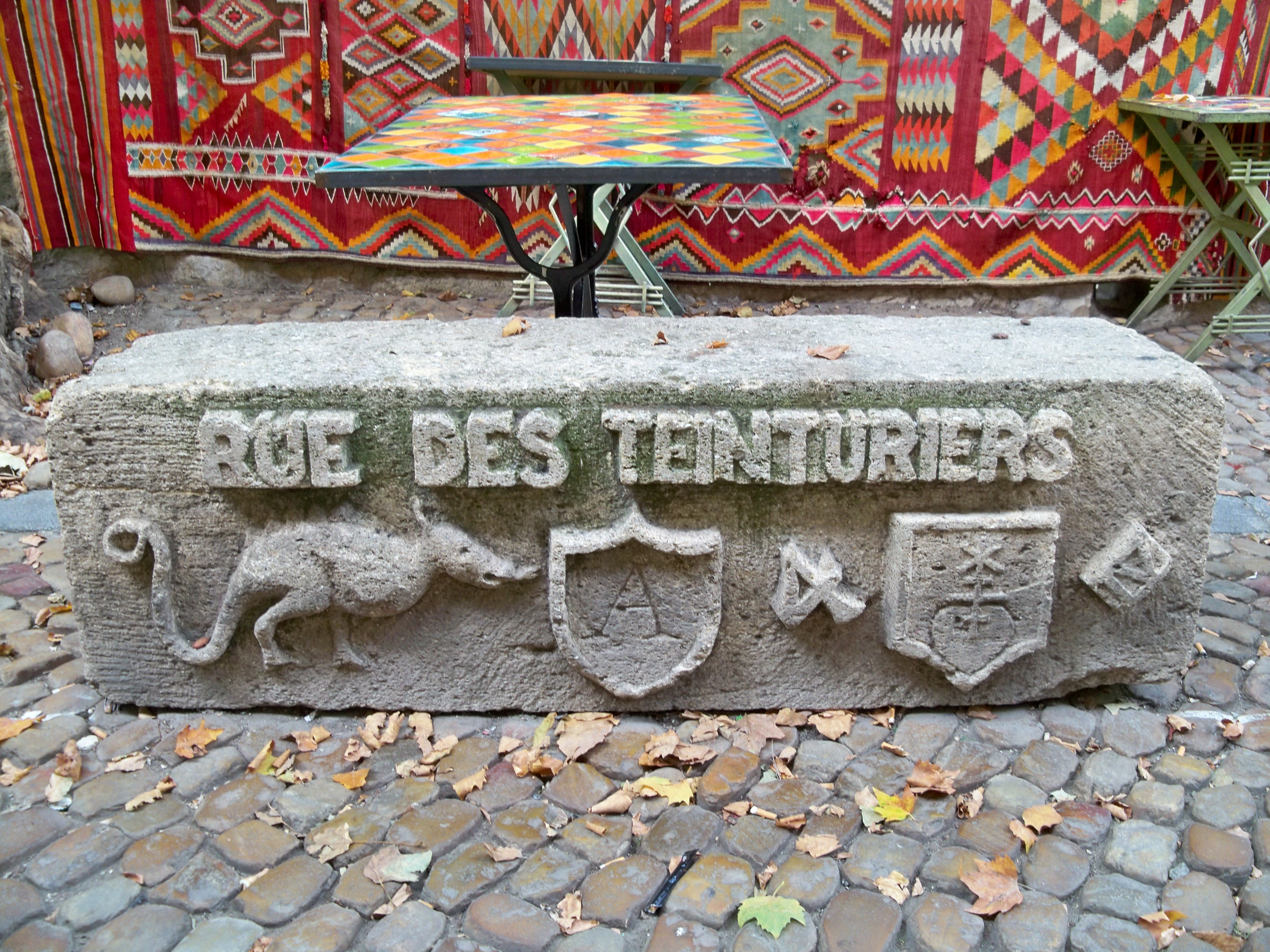
Les symboles de la rue des Teinturiers.

Le 20 août 1944, cinq jours avant la Libération, sur ordre du capitaine Georges Lallement, les FFI entrèrent dans Avignon. Un détachement, qui rejoignait une caserne qui lui avait été affectée rue Joseph Vernet, passant dans la rue des Roues, aperçut une patrouille allemande composée de cinq hommes dont l'un à bicyclette portait un fusil mitrailleur. Les résistants ouvrirent immédiatement le feu tuant deux soldats et faisant prisonniers les trois autres.
Actuellement cette artère industrieuse s'est transformée en l'un des grands centres culturels d'Avignon. Elle le doit d'abord à la présence de la salle Benoît-XII, gérée par l'Institut supérieur des techniques du spectacle d'Avignon (ISTS) qui accueille les Hivernales d'Avignon au cours du mois de février ainsi que des spectacles du Festival en juillet-août. Cette ancienne salle paroissiale sise au no 12 bis est classée monument historique depuis le 12 mai 1932.

## Économie

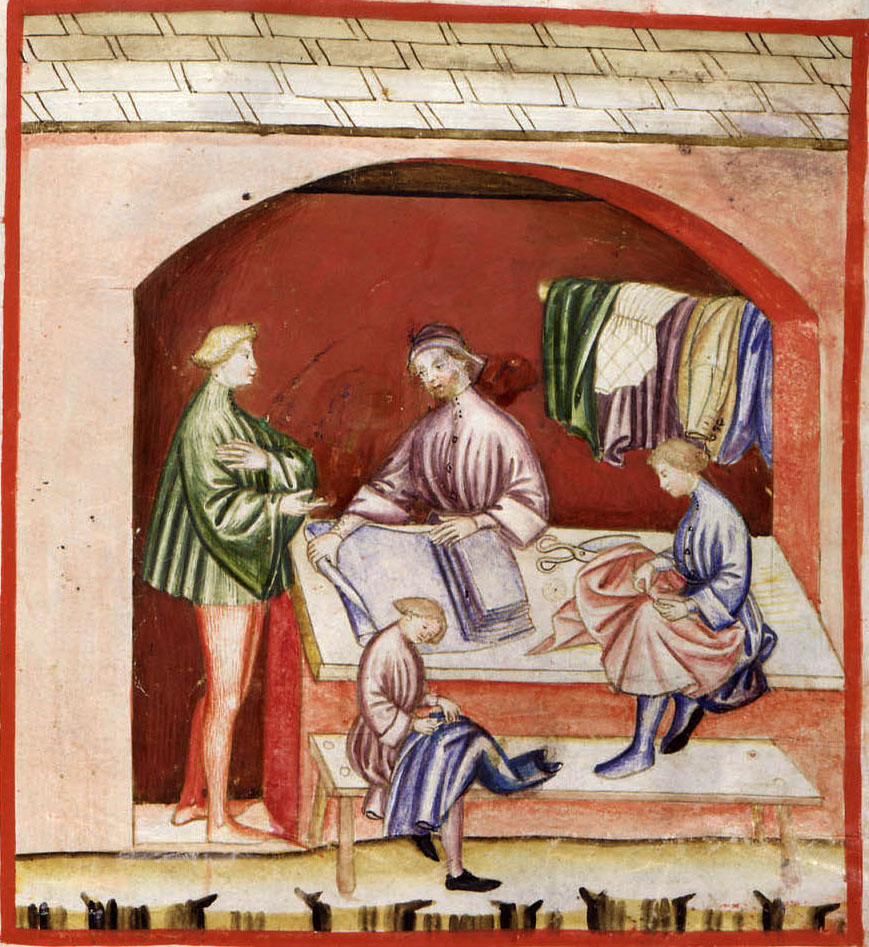
Boutique médiévale de marchand de soie.

### Mouliniers de soie
Les eaux de la Sorgue, à l'intérieur d'Avignon, permirent à partir de 1440, de travailler la soie. Plusieurs ateliers sont connus dont ceux des Catalani, des Gilardi et de Jacques Rovago qui pratiquaient filage et tissage<. Cet artisanat prit une ampleur « nationale » au siècle suivant.
Dès le début du XVIe siècle, « l'art de la soie » devint la grande affaire à Avignon. Mais la cité papale, ville étrangère au royaume de France, devait payer des droits de foraine pour toutes marchandises exportées hors de ses murs. François Ier, qui appréciait cette production et qui avait emprunté 25 000 livres à la ville, donna d'abord aux Avignonnais le statut de « régnicoles », en 1535, puis les exempta de la foraine en 1544 pour le prix de sa créance. Six ans plus tard, la ville comptait 57 ateliers de soierie et de velouterie. Seule la peste de l'été 1580 put mettre un terme provisoire à cet essor.
Il retrouva pourtant tout son lustre au XVIIe siècle puisque le travail de la soie (passementiers, veloutiers, taffetassiers) devint l'activité essentielle dans Avignon avec 31 % des métiers recensés. D'autant qu'à cette manne vint s'ajouter la fabrication d'indiennes et que les ateliers d'indienneurs et teinturiers se multiplièrent.

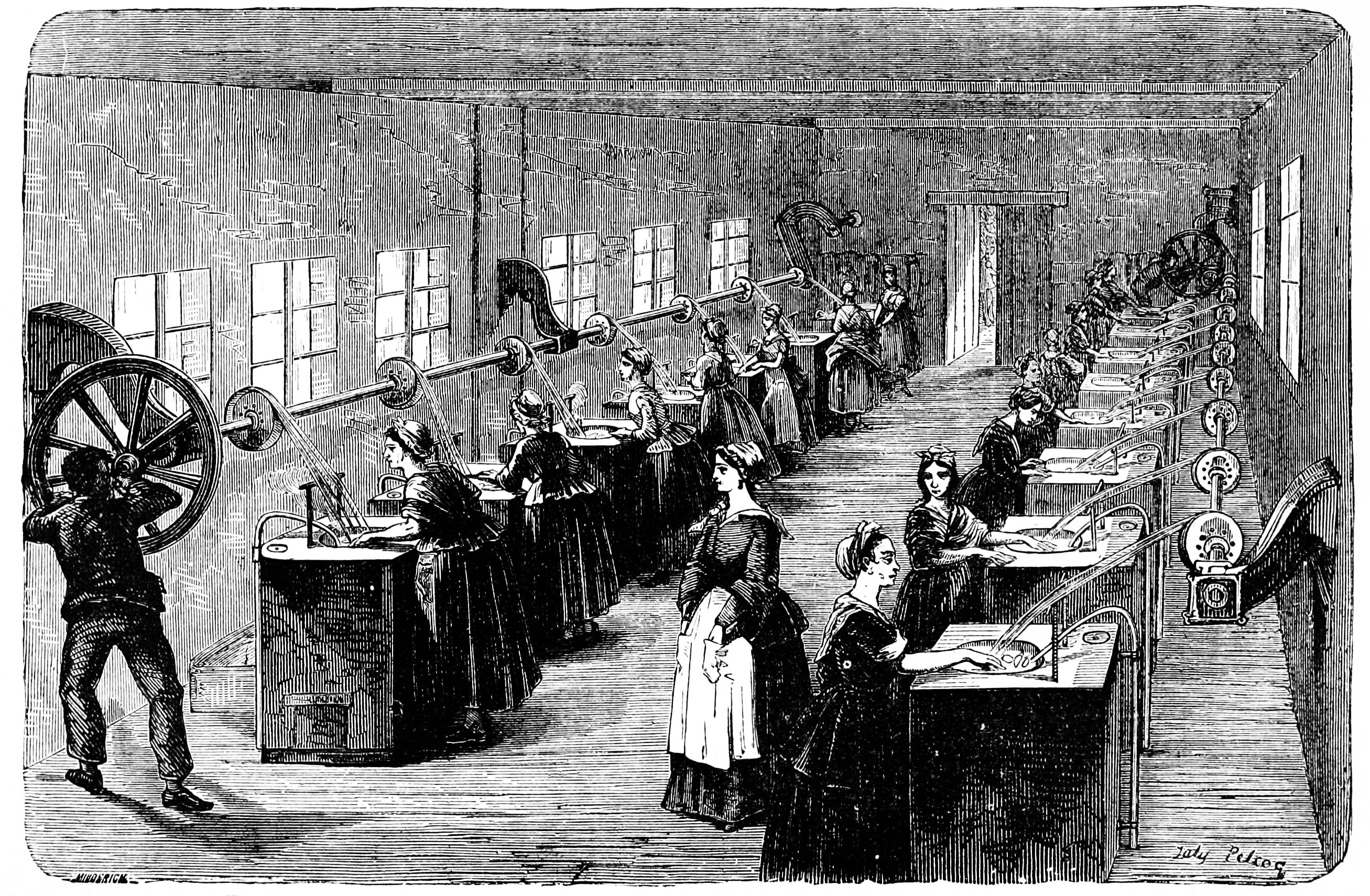
Moulinage de la soie.

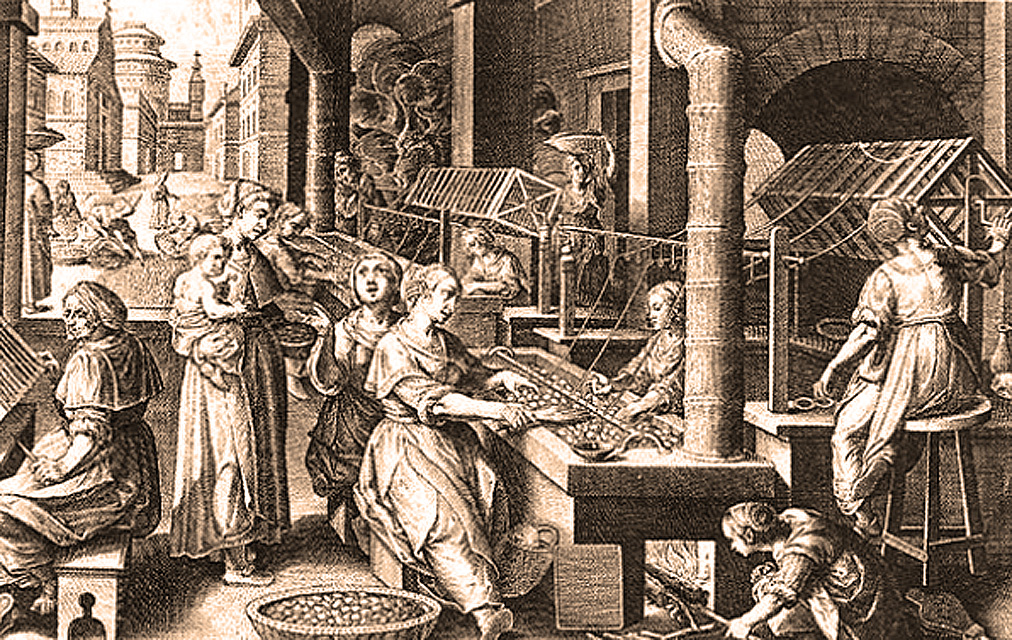
Décoconnage et moulinage de la soie.

Avignon continuant à développer son industrie de la soie arriva à une « trop grande prospérité » jugèrent alors les soyeux de Lyon. En 1715, année de la mort de Louis XIV, il y avait 1 600 métiers battants. La pression que les soyeux exercèrent au niveau du pouvoir royal fut telle qu'en 1732, le nombre de métiers chuta à 415 et deux ans plus tard, il n'en était plus dénombré que 280. À la vindicte des Lyonnais, s'était ajoutée celle des soyeux de Nîmes puis de Tours. La concurrence entre ces grands centres de la soie fut réglée par le Concordat du 11 mars 1734. Ce qui permit à Avignon de voir son industrie se maintenir avec 467 métiers en 1746, puis 550 en 1755. Puis elle put retrouver son plus haut niveau en 1786 avec 1 605 métiers battants.
Mais, à la veille de la Révolution, des aléas climatiques s'accumulèrent. Ce fut d'abord une pénurie de cocons de vers à soie en 1787, suivie d'une récolte de blé déficitaire l'année suivante, puis d'un hiver glacial en 1788-1789. Avignon vit alors s'effondrer son industrie de la soie. Les fermetures d'ateliers, filatures et manufactures réduisirent les métiers à 473. L'activité reprit pourtant dès 1803 année où furent comptabilisés 1 000 métiers. L'apogée fut atteinte en 1830 avec 7 000 métiers recensés. Puis ce fut l'irrémédiable agonie à partir de 1848. En 1856, il ne restait plus que neuf fabriques employant 318 ouvriers et seulement deux en 1875 faisant travailler 67 personnes dont 50 enfants.

### Indienneurs et teinturiers

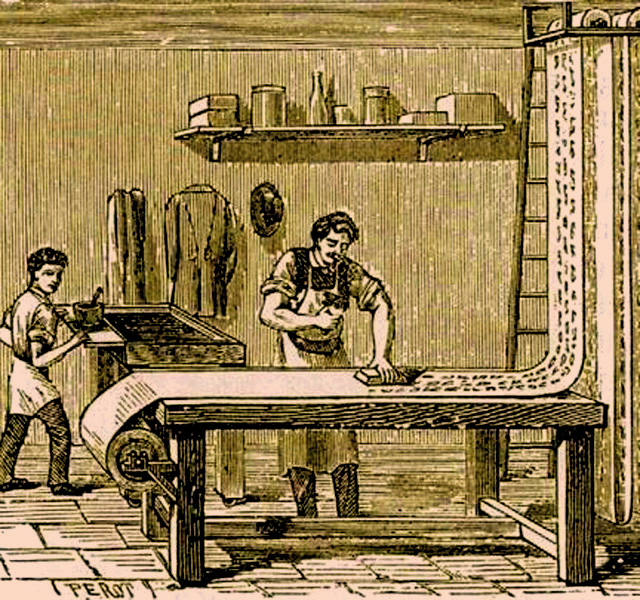
Impression d'une indienne à la planche.

La confection des indiennes se développa à Marseille à partir de la fin du XVIe siècle. Cette technique fut apportée, en 1677, à Avignon par Louis David, un graveur de planche à imprimer. En 1686, fut décrétée l'interdiction de fabriquer des toiles peintes dans le royaume de France. La restitution d'Avignon au pape par Louis XIV, en 1691, donna un essor à l'industrie des indiennes de la rue du Cheval-Blanc, dite des Roues. Elle se développa jusqu'en 1734 où elle fut interdite par un concordat passé entre Louis XV et le pape.
L'intégration d’Avignon et du Comtat Venaissin rendit caducs les interdits du concordat. L'industrie des indiennes reprit le long de la Sorgue. En 1792, Dominique Amic ouvrit sa manufacture de toiles peintes. Il fut suivi par les sieurs Quinche, Breguet et Sandoz, protestants originaires de Suisse. Mais, en 1806, il ne reste qu'une manufacture en activité. Elle emploie vingt-huit ouvriers et produit 2 000 pièces imprimées par an, qui sont commercialisées dans le sud de la France, l’Espagne et l’Italie.
La mode des toiles peintes repartit à la Restauration. De nouvelles manufactures s'installèrent rue des Teinturiers. Elles furent dix-huit à tourner en 1840, employant près d'un millier d'ouvriers, qui produisaient 20 000 pièces de tissus par an. Mais les contrecoups de la mode et les conséquences de la guerre d’Espagne de 1823 portèrent un coup fatal à la fabrication des toiles imprimées. En 1856, il ne reste plus à Avignon que neuf indienneurs et 300 ouvriers. Les manufactures de Foulc et de Lacombe tentèrent de résister mais furent contraintes de fermer en 1882 et 1884.

Différents types d'indiennes
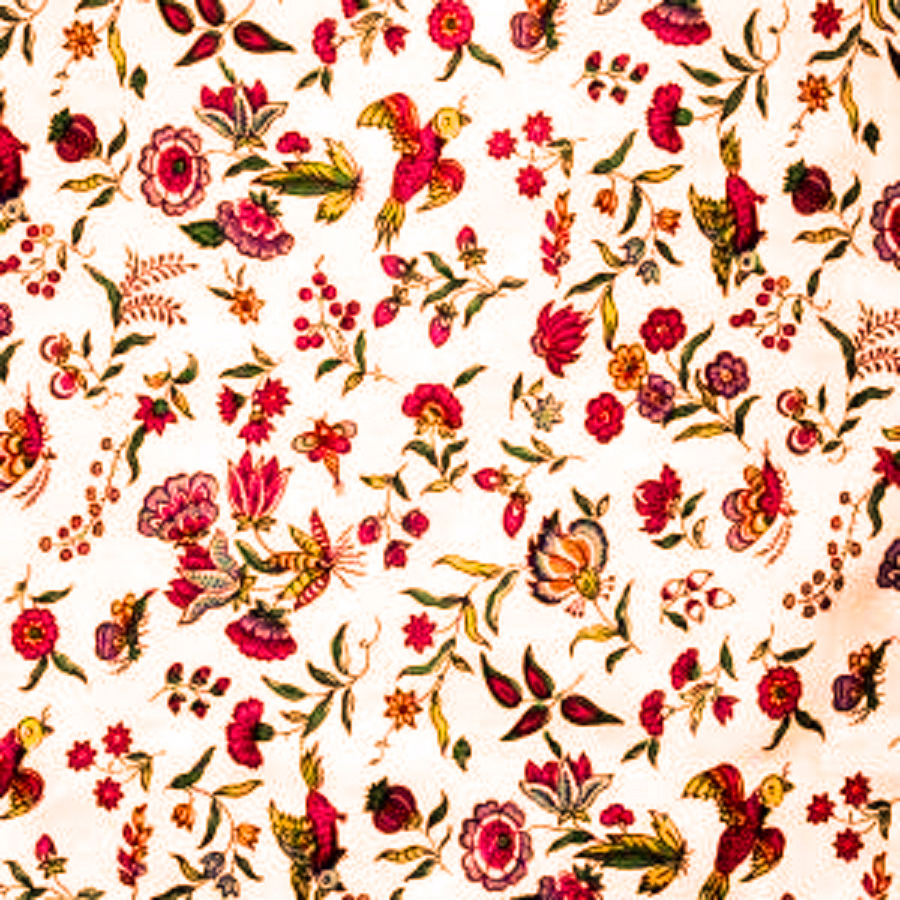
Indienne de Nîmes
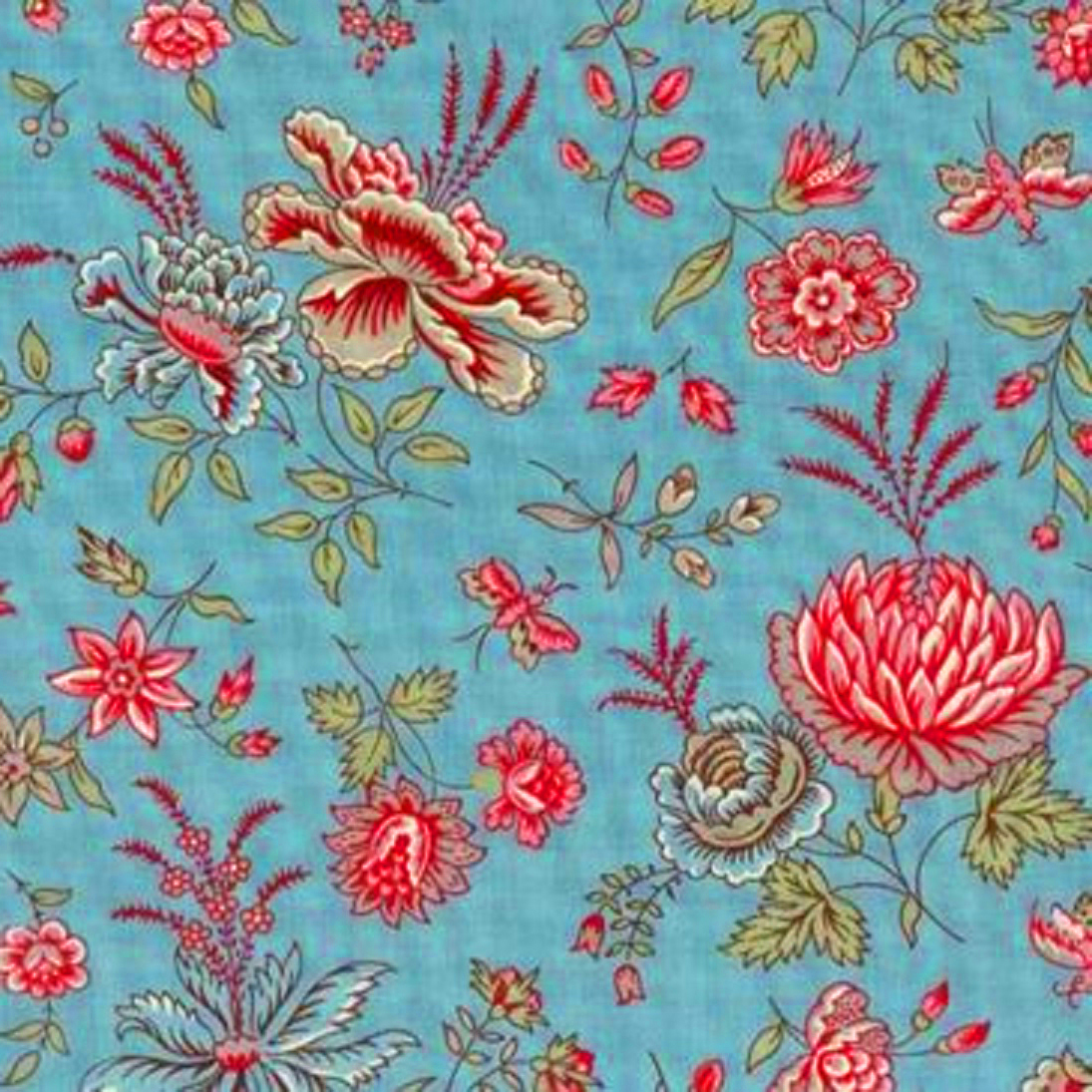
Indienne Olivades
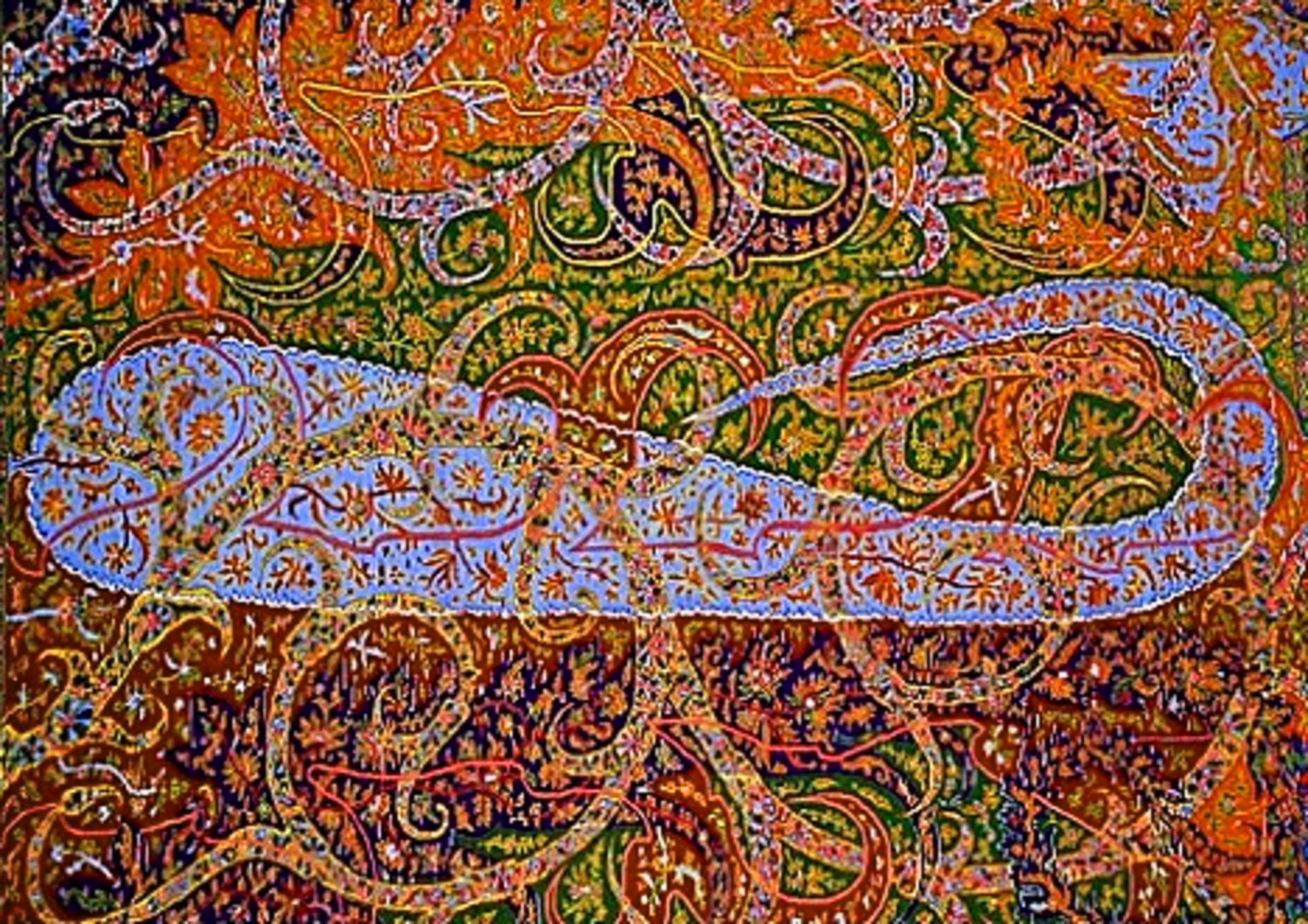
Indienne provençale du XIXe siècle
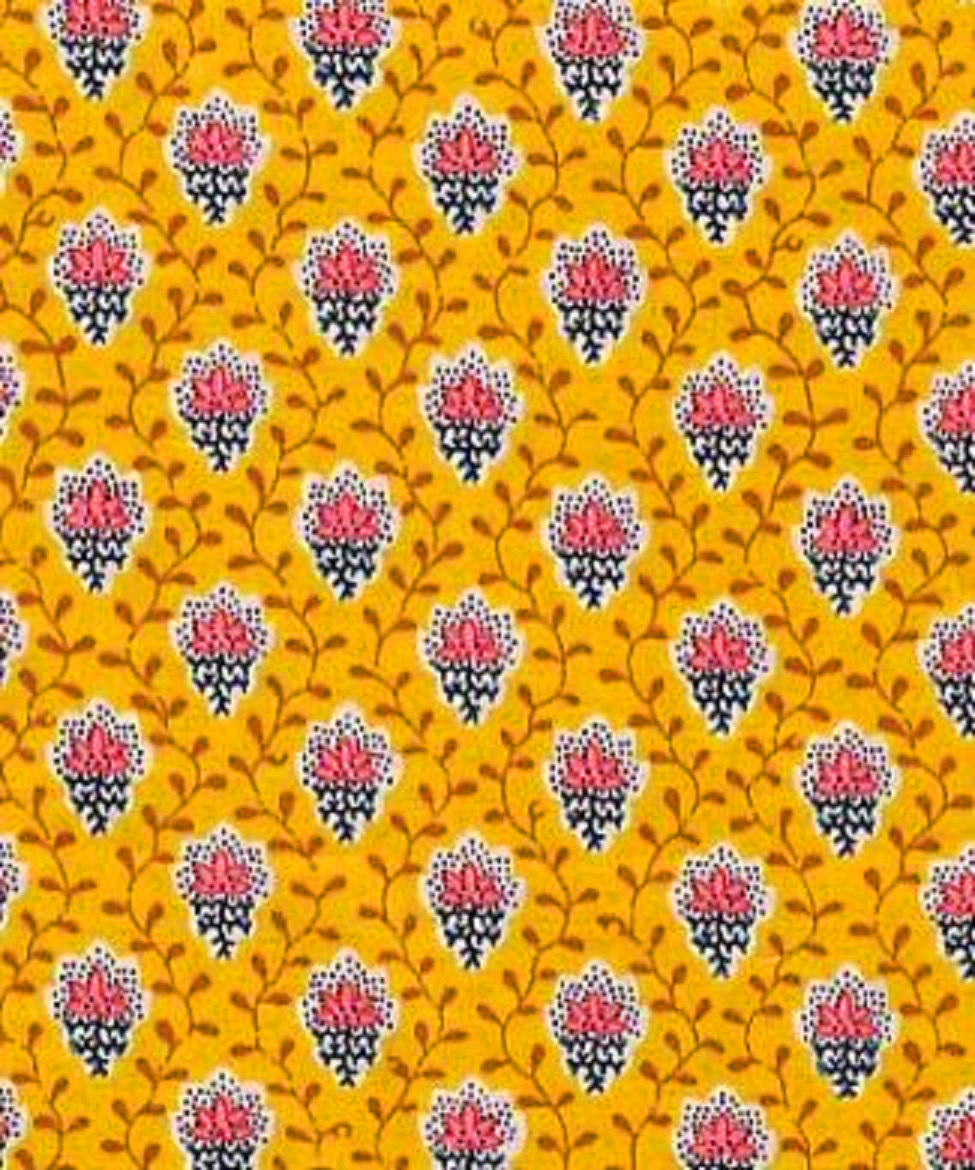
Indienne Souleiado
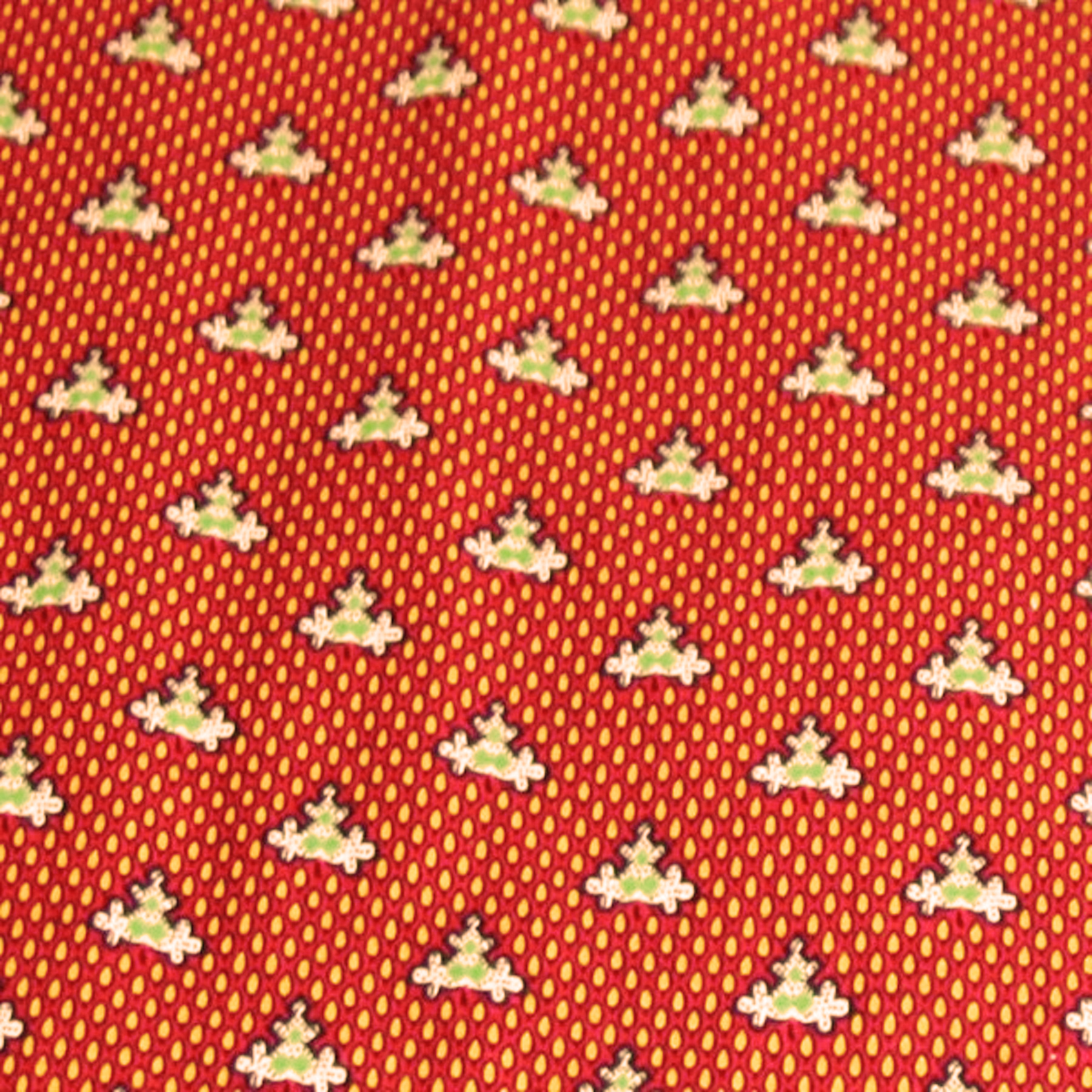
Indienne provençale

### Garanciers
Alors qu'il n'y avait que dix moulins à garance sur la Sorgue en 1804, trente-cinq ans plus tard, on en comptait cinquante. La découverte de la « garancine », produit tinctorial actif de la racine avait donné un véritable coup de fouet à la production. En 1854, dans le département, les seules communes de Caumont, Entraigues, Monteux, Pernes et Le Thor> produisirent la moitié de la production mondiale et allèrent ensuite jusqu'à 65 %. Les superficies des cultures de garance étaient alors les suivantes dans le Midi de la France
| Année                   | 1840                                        | 1862                                        |
| Vaucluse                | 9 515 ha                                    | 13 503 ha                                   |
| Bouches-du-Rhône        | 4 143 ha                                    | 3 735 ha                                    |
| Drôme                   | 164 ha                                      | 1 104 ha                                    |
| Gard                    | 125 ha                                      | 1 395 ha                                    |
| Hérault                 | -                                           | 204 ha                                      |
| Alpes-de-Haute-Provence | -                                           | 181 ha                                      |
| Ardèche                 | -                                           | 60 ha                                       |
| Var                     | -                                           | 11 ha                                       |
| Soit un total de        | 13 947 sur les 14 676 ha cultivés en France | 20 193 sur les 20 468 ha cultivés en France |

À partir de 1868, cette culture concurrencée par le substitut tinctorial chimique va péricliter et ne comptera plus à nouveau que cinquante moulins en 1880.

### Tanneurs et corroyeurs
La première entreprise de tannerie et de corroyage répertoriée date du milieu du XIXe siècle. Située au no 29, elle appartenait à Gustave Gent, le frère d'Alphonse Gent, qui fut maire d'Avignon, en 1848, député puis sénateur de Vaucluse.

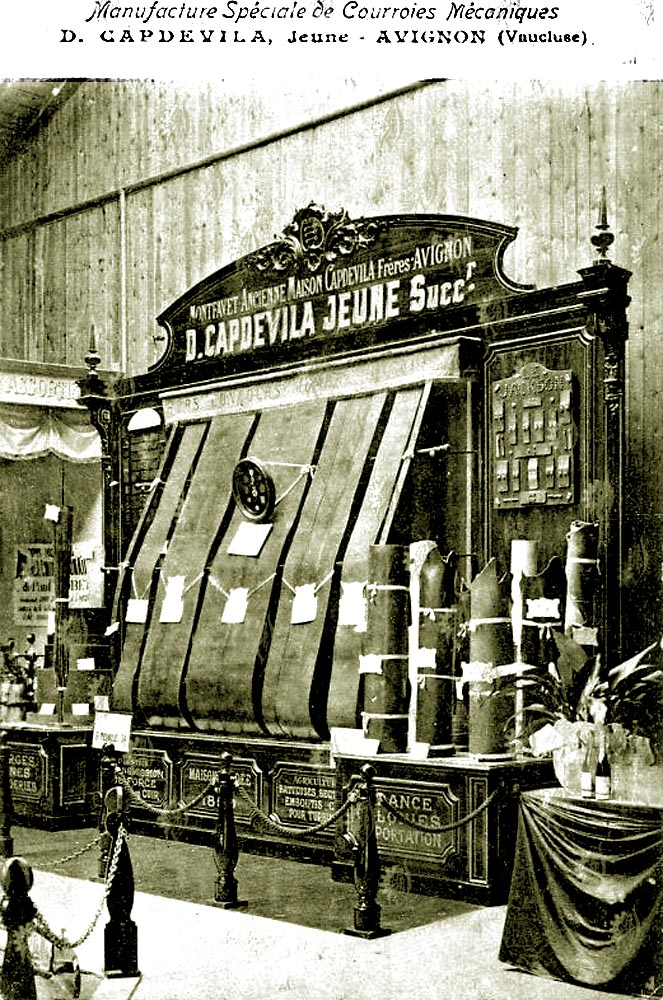
Les établissements Capdevilla, corroyeurs, exposant à la foire d'Avignon dans les années 1920
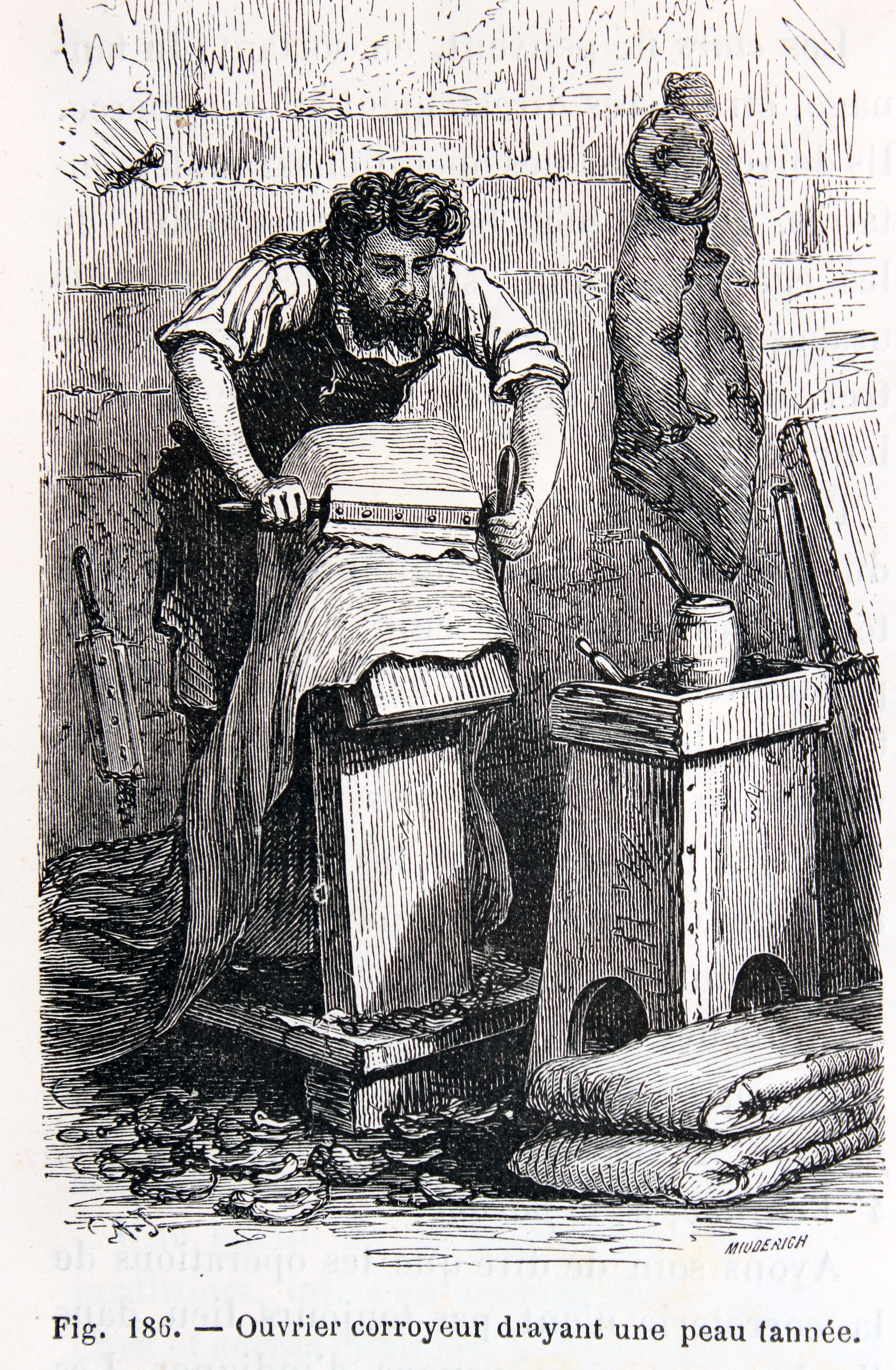
Ouvrier corroyeur
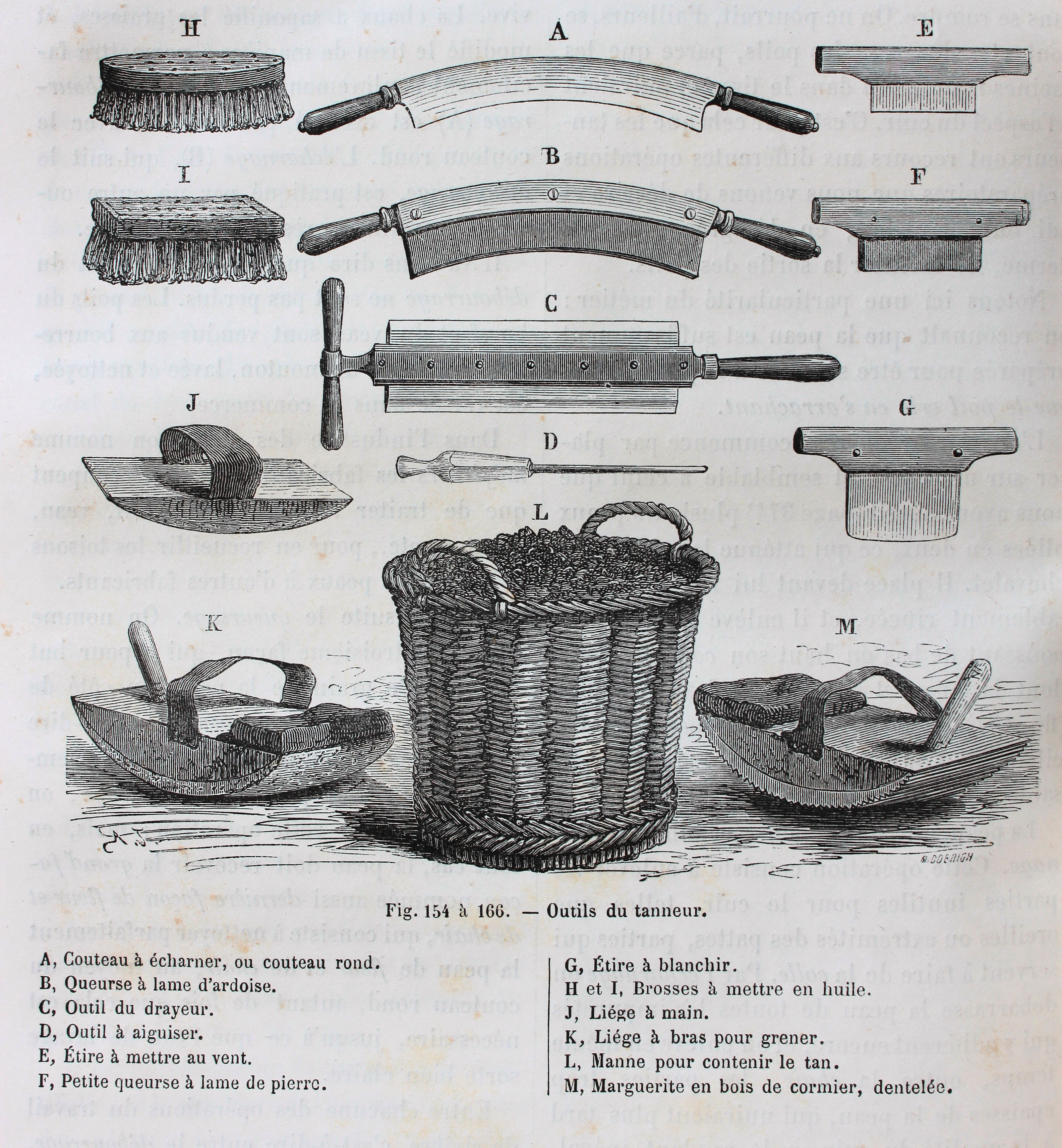
Outils de tanneur

Ce type d'activité prit une tout autre ampleur avec Ramon Capdevilla. Venu d'Espagne, ce fabricant de courroies s'était installé depuis le 29 juillet 1867 au no 30 de la rue des Lices. S'étant vu refusé le droit d'installer une roue à aubes devant son domicile pour ses tanneries, en 1876, il se porta acquéreur de la succession Monier sise aux 83, 85 et 87 rue des Teinturiers qui possédait sa roue. Il installa ses étuves, sa tannerie et sa corroierie au rez-de-chaussée, la cour accueillit les fosses à tanner et le premier étage les ateliers de finition des courroies. Son activité se révéla florissante. À tel point qu'il dut ouvrir avec son fils Henri, à partir de 1891, une nouvelle usine au clos des Souspirous, à Montfavet. Spécialisée dans la courroie de transmission de haute qualité, cette entreprise resta en activité jusqu'en 1930. Une artère d'Avignon a été nommée boulevard Capdevilla.
Ce succès donna donna idée à la famille Amic, qui les voisinait au no 30, de se lancer dans cette activité. Leurs ancêtres avaient installé une fabrique de soie en utilisant une roue construite en 1770. Pour relancer une activité manufacturière, les Amic durent acquitter un montant de 1 000 francs d’arriérés de taxes. Ce fut le 6 juin 1906 que la société Amic et cie fut opérationnelle. Leur tannerie mit dès lors sur le marché des courroies garanties tannées à l'écorce de chêne vert.

## Utilisation de la force hydraulique

### La tour du Saint-Esprit
Les eaux du canal de Vaucluse, creusé dès le Xe siècle, pour alimenter les douves des premières fortifications d'Avignon, franchissent le rempart du XIVe siècle sous la tour du Saint-Esprit dite aussi tour de la Sorguette. Ce débit jugé insuffisant dès le début du XIIIe siècle fut augmenté par une dérivation faite dans les eaux de la Durance à la hauteur de la chartreuse de Bonpas. Ce nouveau canal fut creusé en 1229 et baptisé Durançole ou canal de l'Hôpital. Le débit des eaux entrant en ville est réglé par un système de vannes.

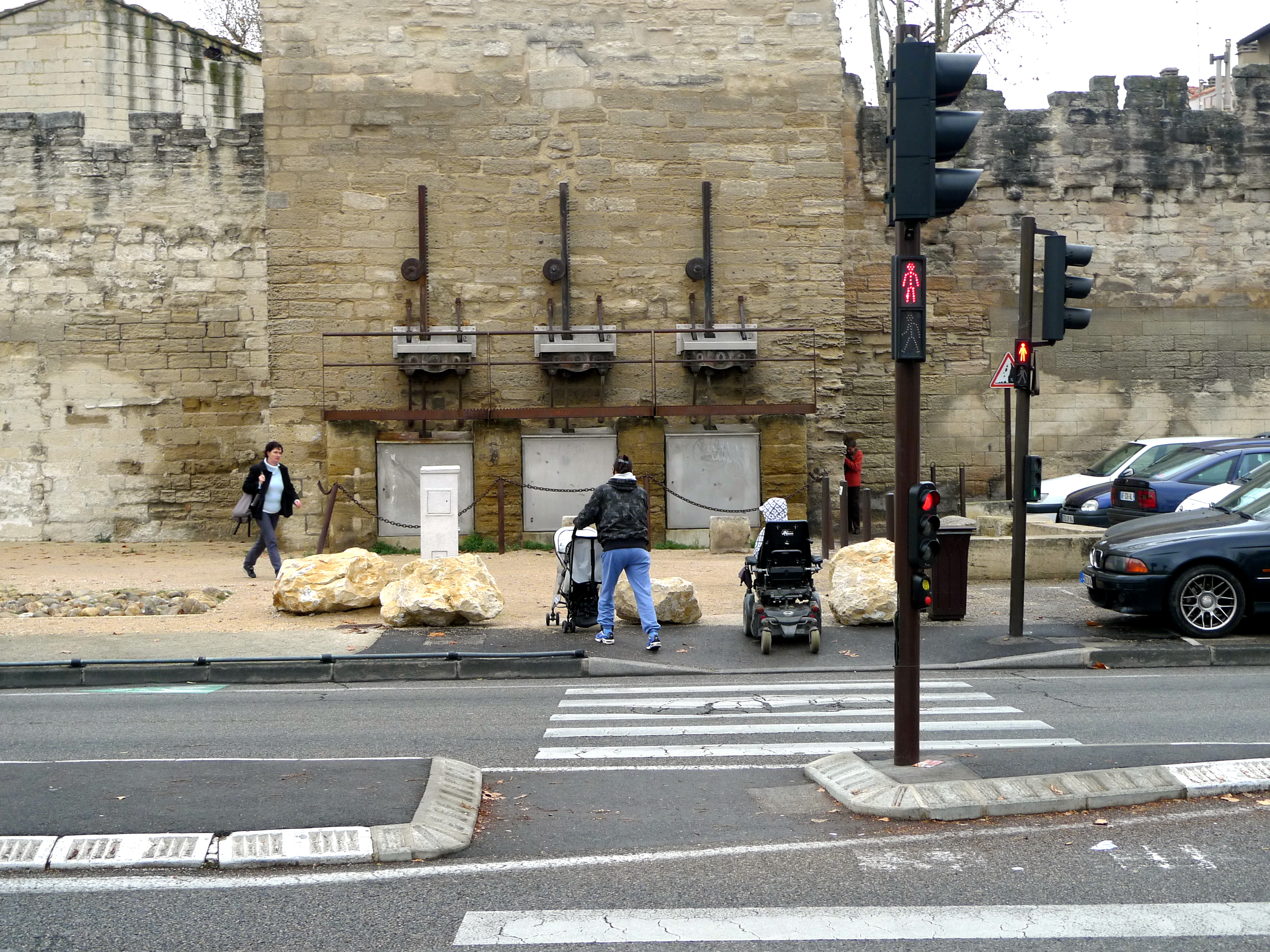
La tour du Saint-Esprit et ses trois vannes de contrôle
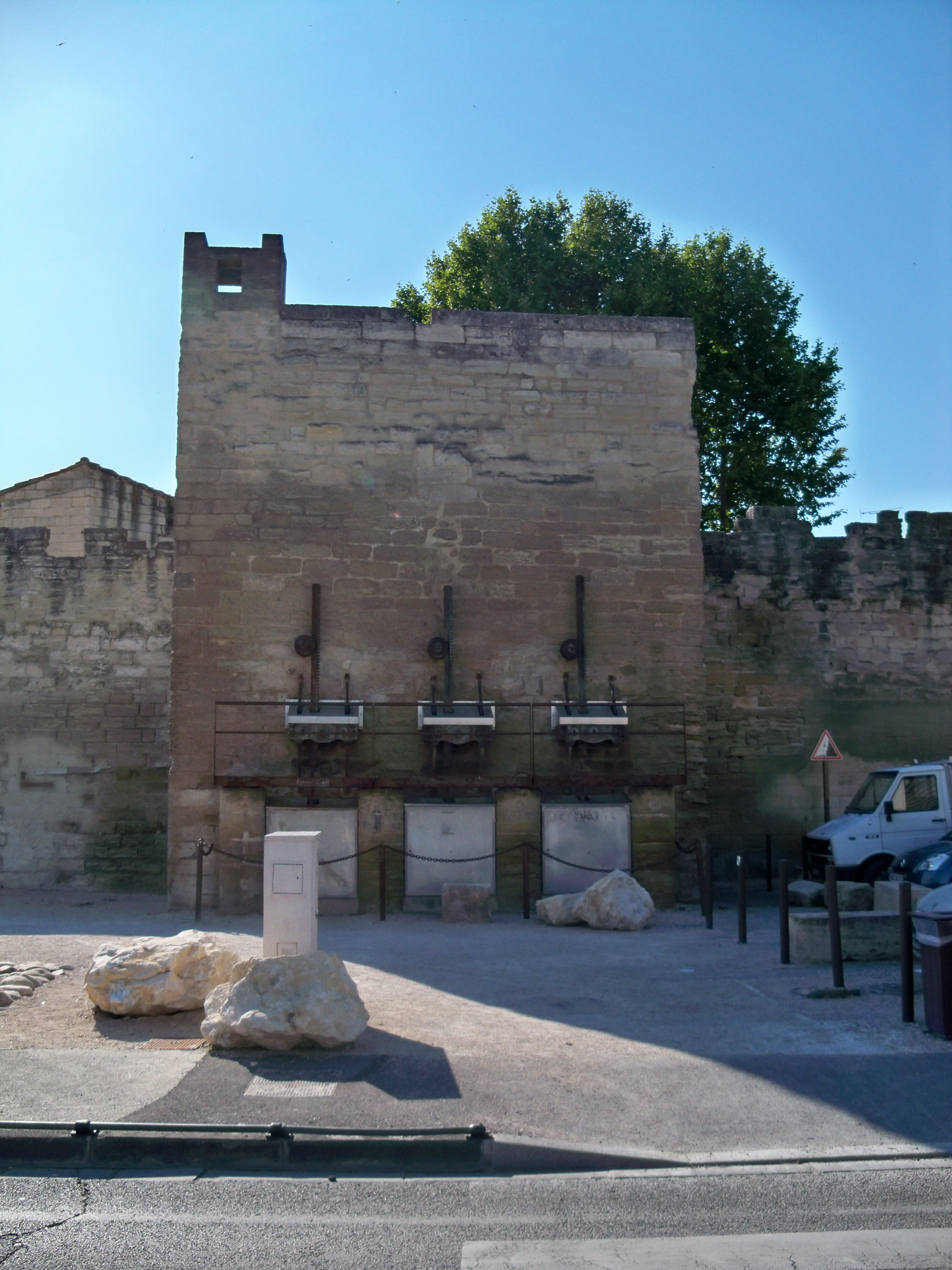
La tour du Saint-Esprit ou tour de la Sorguette
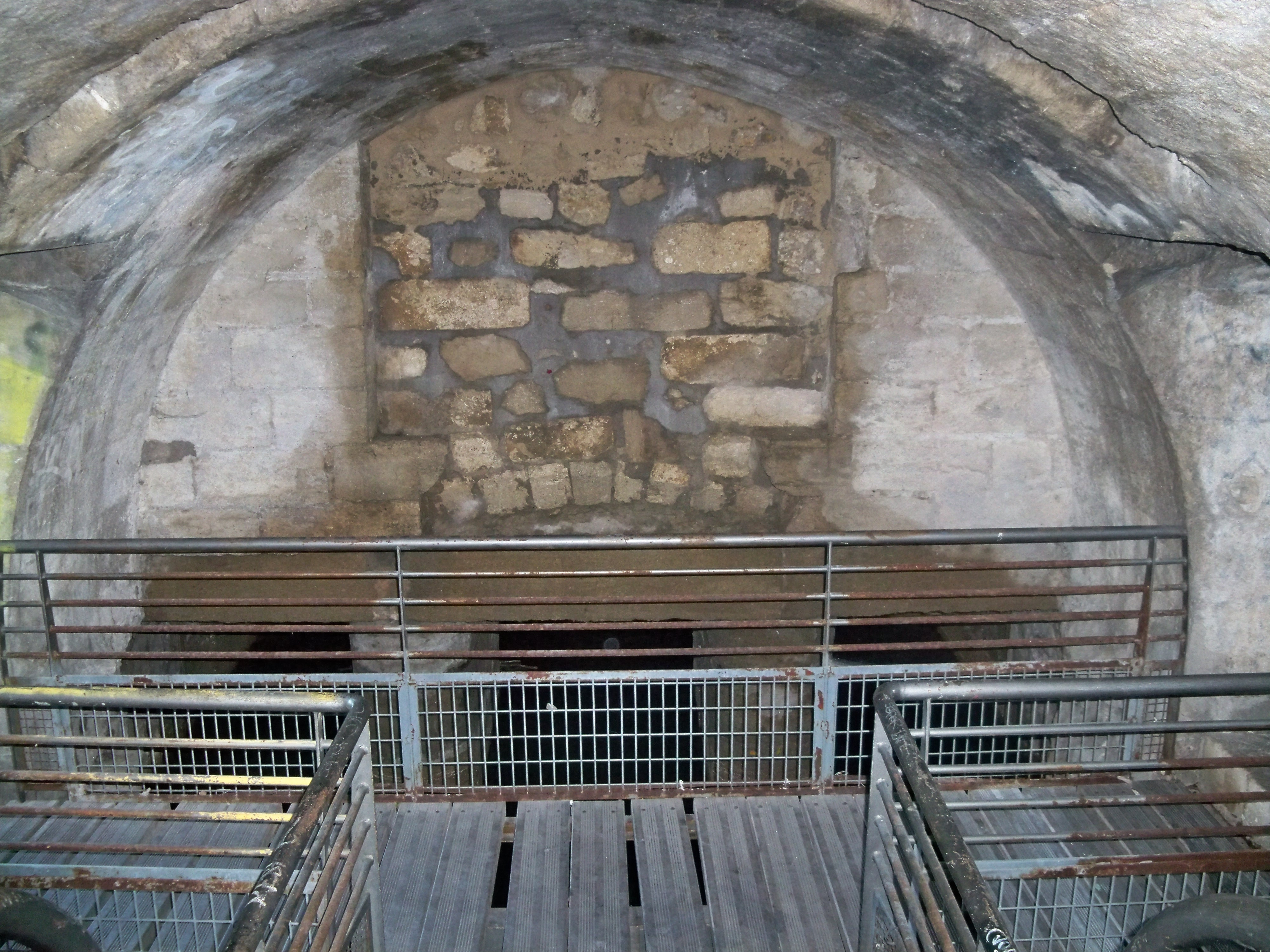
Passage de la Sorgue sous les remparts
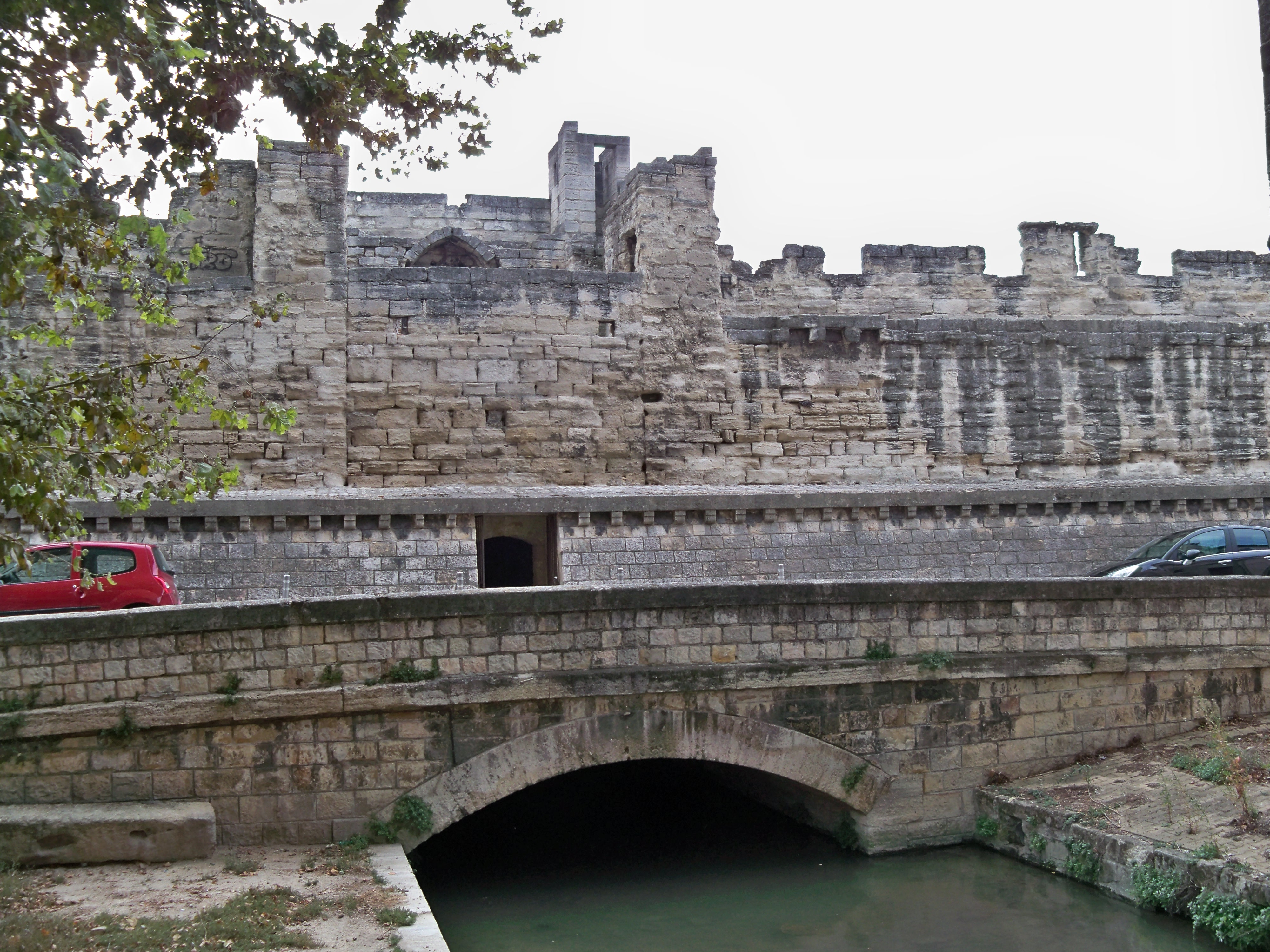
Entrée de la Sorgue dans la rue des Teinturiers

### Roue à aubes
Actuellement, il ne reste plus que quatre roues à aubes restaurées et tournant au fil de l'eau. Hyacinthe Chobaud a relevé, au cours du XIXe siècle, quelles étaient les conditions d'obtention de l'usage d'une roue.
| Documents                                            | Ajour                                     | Boudin                                            | Lombard                          | Ponson                            | Giraud                                             | Ricard                                          | Gros                              | Aymard           |
| Lettre de demande                                    | 6 juillet 1835                            | 11 juillet 1836                                   | 27 octobre 1841                  | 28 septembre 1855                 | 29 avril 1837                                      | 17 janvier 1839                                 | début 1836                        | 6 juin 1842      |
| Délibération du Conseil municipal d'Avignon          | 26 octobre 1835 12 septembre 1836         | 27 janvier 1838 19 décembre 1838                  | 27 juillet 1842 13 décembre 1843 | 8 février 1856 14 septembre 1836  | 27 janvier 1838 19 décembre 1838                   | 11 mai 1838 19 décembre 1838                    | 12 septembre 1836 26 octobre 1836 | -                |
| Avis / Affiches de la mairie d'Avignon               | 28 mai 1836                               | 30 juillet 1837 13 février 1838 12 septembre 1838 | -                                | -                                 | 5 mai 1837 10 février 1838 17 septembre 1838       | 15 février 1838 14 septembre 1838               | -                                 | -                |
| Avis des ingénieurs des Ponts et Chaussées d'Avignon | 25 mars 1836 9 octobre 1836 30 avril 1875 | 14 juillet 1838 19 février 1839 25 février 1839   | 11 août 1843 6 janvier 1844      | -                                 | 14 juillet 1838 27 et 28 février 1839 6 avril 1839 | 14 juillet 1838 19 février 1839 25 février 1839 | 9 octobre 1836 25 mars 1838       | -                |
| Délibération du Syndicat du Canal de Vaucluse        | 22 juillet 1836                           | 13 août 1837 19 octobre 1838                      | 31 mai 1842 23 novembre 1843     | 15 décembre 1855 1er octobre 1856 | 17 octobre 1838 27 juin 1839                       | 17 mars 1838 19 octobre 1838                    | 22 juillet 1836                   | -                |
| Arrêté préfectoral                                   | 20 septembre 1845                         | 8 mars 1839                                       | 24 janvier 1844                  | 29 septembre 1855 16 avril 1856   | 28 avril 1839                                      | 11 mai 1839 22 avril 1862                       | 4 janvier 1837                    | 20 août 1842     |
| Ordonnance royale                                    | -                                         | 5 novembre 1839                                   | -                                | -                                 | 28 février 1840                                    | 14 décembre 1839                                | -                                 | -                |
| Ministère des Travaux Publics                        | 29 octobre 1845                           | -                                                 | 17 avril 1844                    | -                                 | -                                                  | -                                               | -                                 | 14 décembre 1842 |
| Plan                                                 | 25 mars 1836                              | -                                                 | -                                | -                                 | -                                                  | -                                               | 25 mars 1836                      | -                |
| Procès-verbal d'information de la mairie d'Avignon   | -                                         | 30 novembre 1836                                  | 27 janvier 1842                  | -                                 | 10 octobre 1838                                    | -                                               | -                                 | -                |
| Procès-verbal de la visite des lieux                 | -                                         | -                                                 | -                                | 5 août 1856                       | -                                                  | -                                               | -                                 | -                |
| Enquêtes                                             | -                                         | -                                                 | 9 novembre 1843                  | 15 novembre 1855 9 septembre 1856 | -                                                  | -                                               | -                                 | -                |
| Nombre de lettres accompagnant l'envoi des documents | 2                                         | 6                                                 | 1                                | 0                                 | 5                                                  | 0                                               | 2                                 | 0                |

### Engrenage et bras d'entraînement

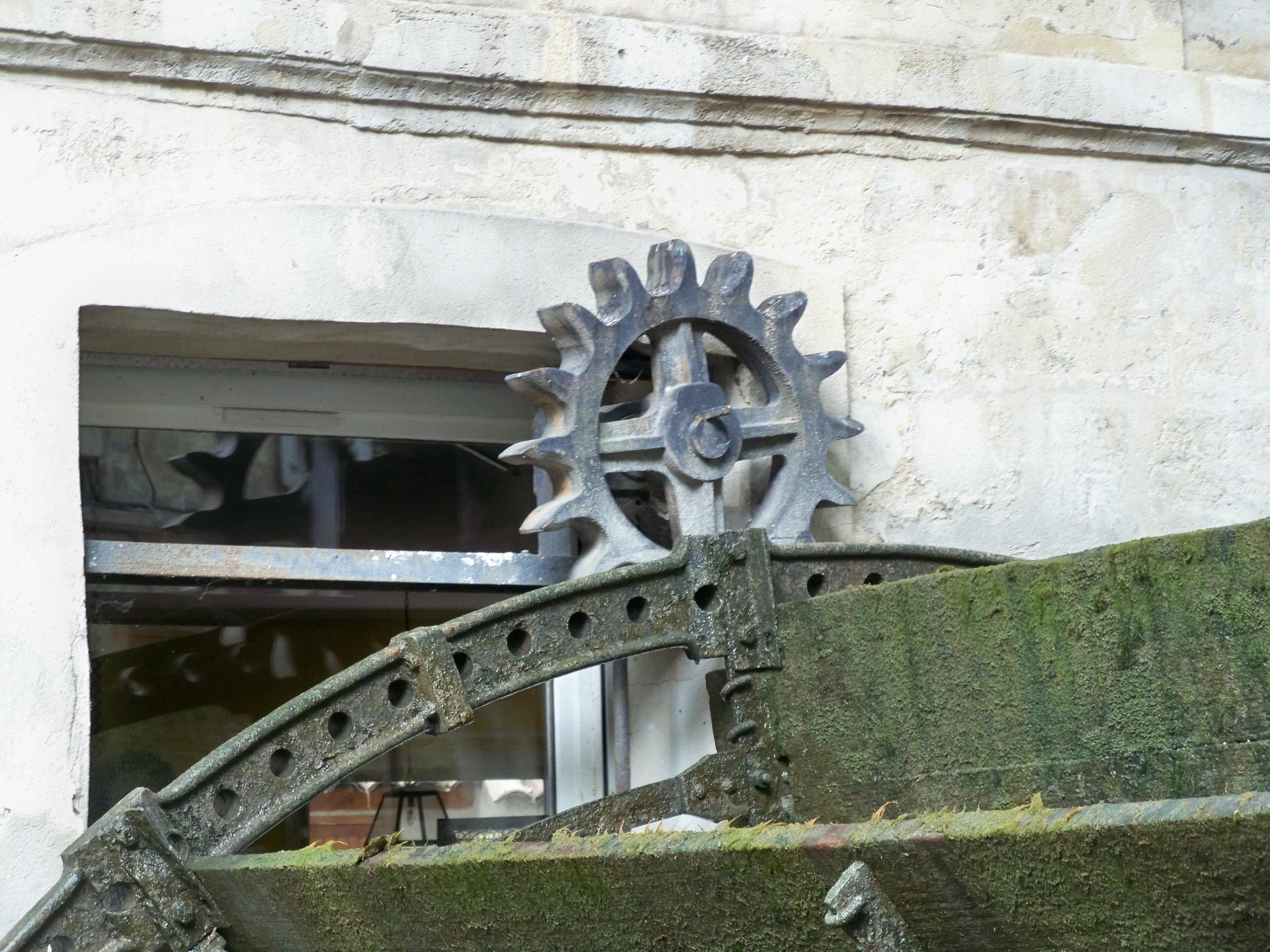
Engrenage de roue à aubes.

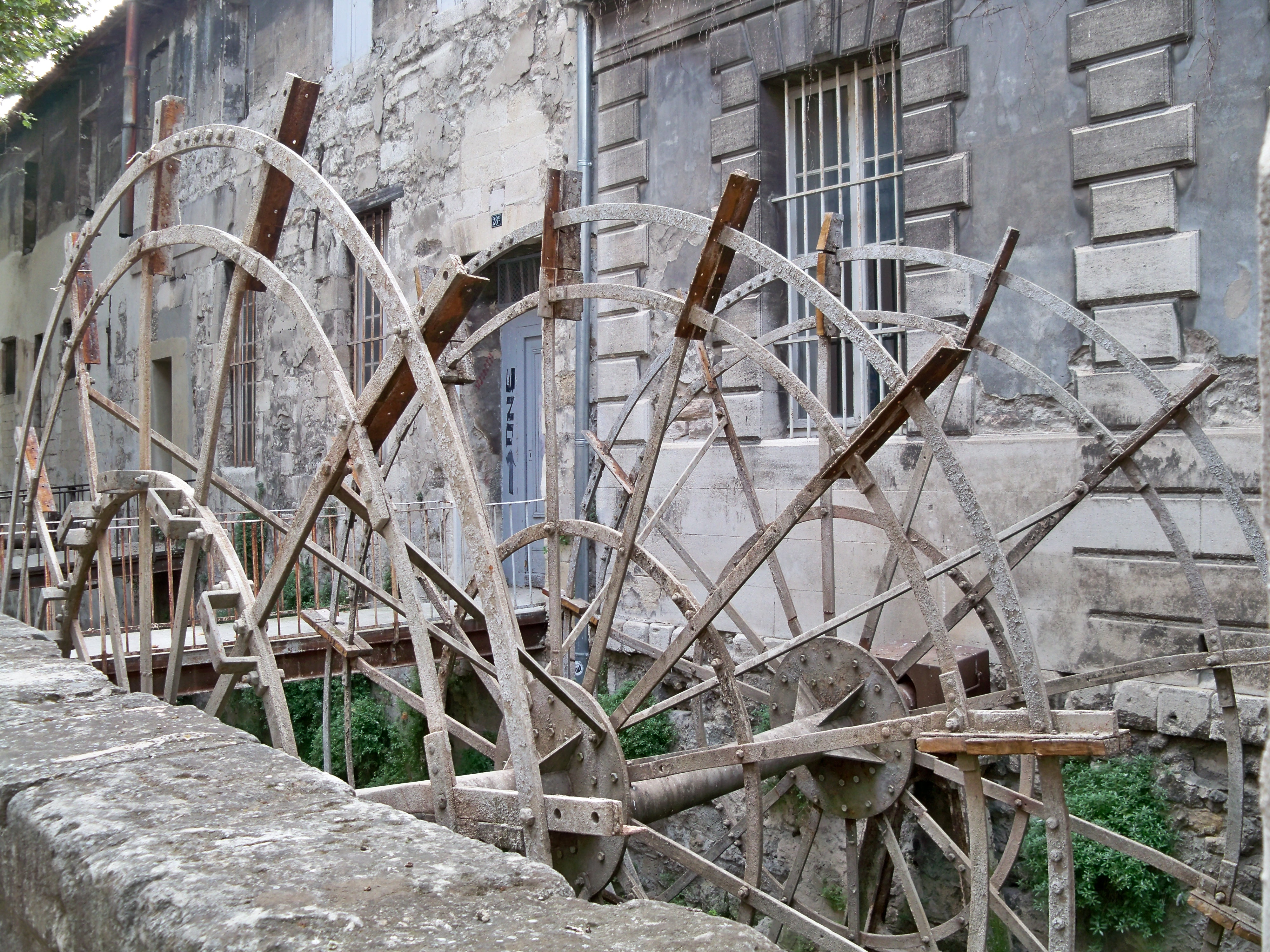
Roue sans pale d'entraînement.

Marc Maynègre explique quelle fut la manière de se servir de cette énergie hydraulique : « Les machines étaient installées dans les maisons des deux côtés de la rue. Celles se trouvant à l'opposé d'une roue, sur le côté droit, étaient mues par un axe qui traversait la rue à une faible profondeur. Lors de la démolition des anciens locaux situés entre le numéro 83 rue des Teinturiers et le numéro 40 rue Saint-Christophe, on mit au jour un de ces arbres de transmission avec son mécanisme. L'axe de transmission s'achevait par un cardan qui entraînait une roue d'engrenage conique en fonte, assurant elle-même la continuité du mouvement rotatif. ».
À la hauteur du no 30, la roue ne comportant plus de pale a conservé, par contre, tout son système d'entraînement. Son support est surmonté d'une sorte de cylindre qui servait de protection pour le graisseur qui avait en charge l'entretien. Tout le mécanisme (engrenage, cardan, etc.) était accessible par un portillon spécialement aménagé dans le parapet. Un de ceux-ci est toujours visible à la hauteur de la seconde roue.
Dans le couloir d'entrée du no 29, se trouve, toujours intact, le mécanisme de transmission le plus important jamais construit pour une roue à aubes. L'axe d'entraînement passe sous la chaussée et transmettait le mouvement par « l'intermédiaire de pignons coniques à un deuxième axe vertical d'environ deux mètres de haut muni, lui aussi, du même système à son extrémité. Il entraînait à son tour un dernier axe très long soutenu par intervalles réguliers et actionnant des machines à l'aide de courroies ». L'atelier desservi se trouvait à la jonction de la rue Londe et de la rue du Râteau à l'emplacement des anciens Établissements Saltarelli frères, soit à une distance de 250 mètres. Ces ateliers situés alors aux numéros 4 et 6 de la rue Londe, ont disparu pour être transformés en une petite place.

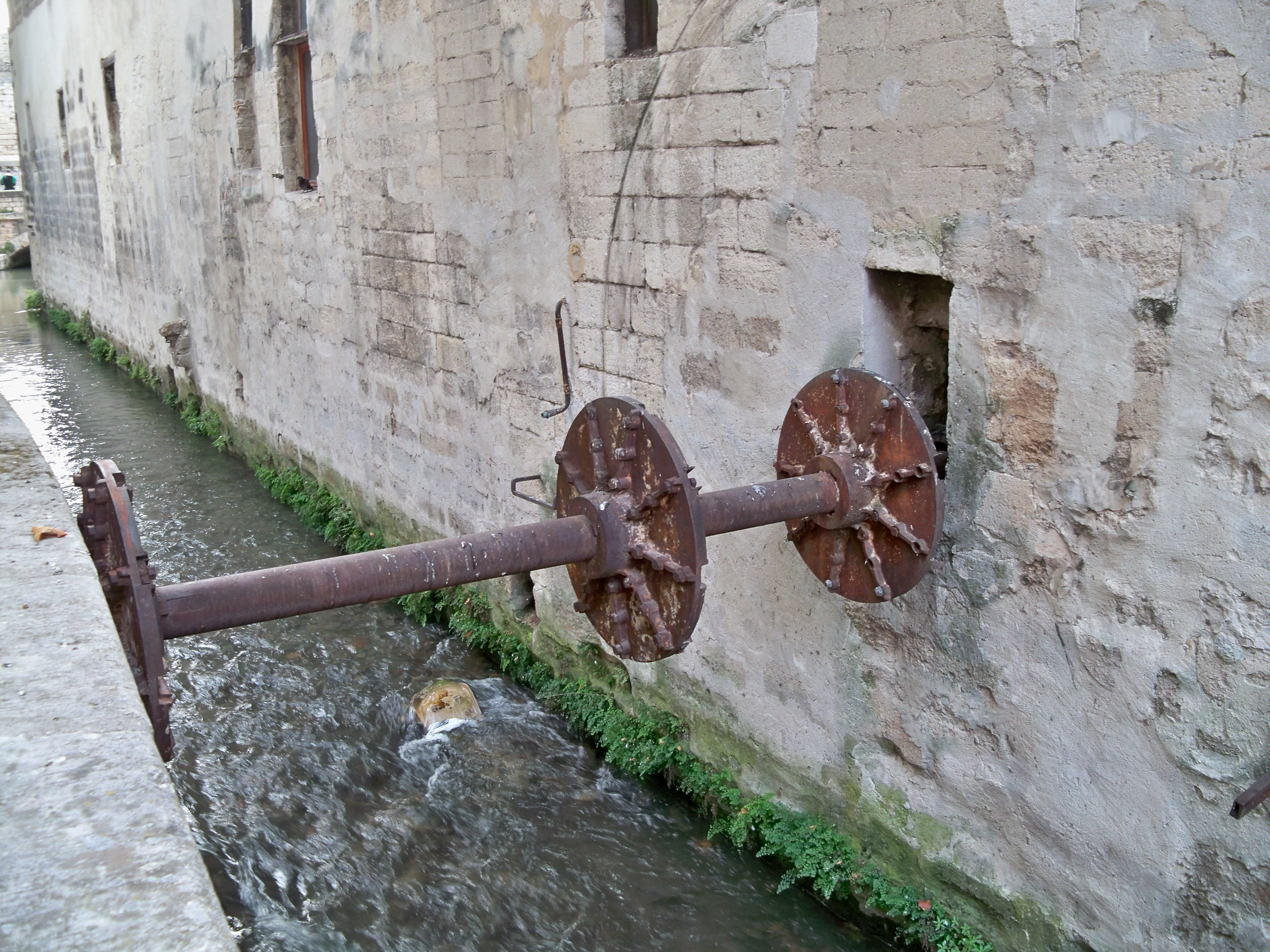
Bras d'entraînement
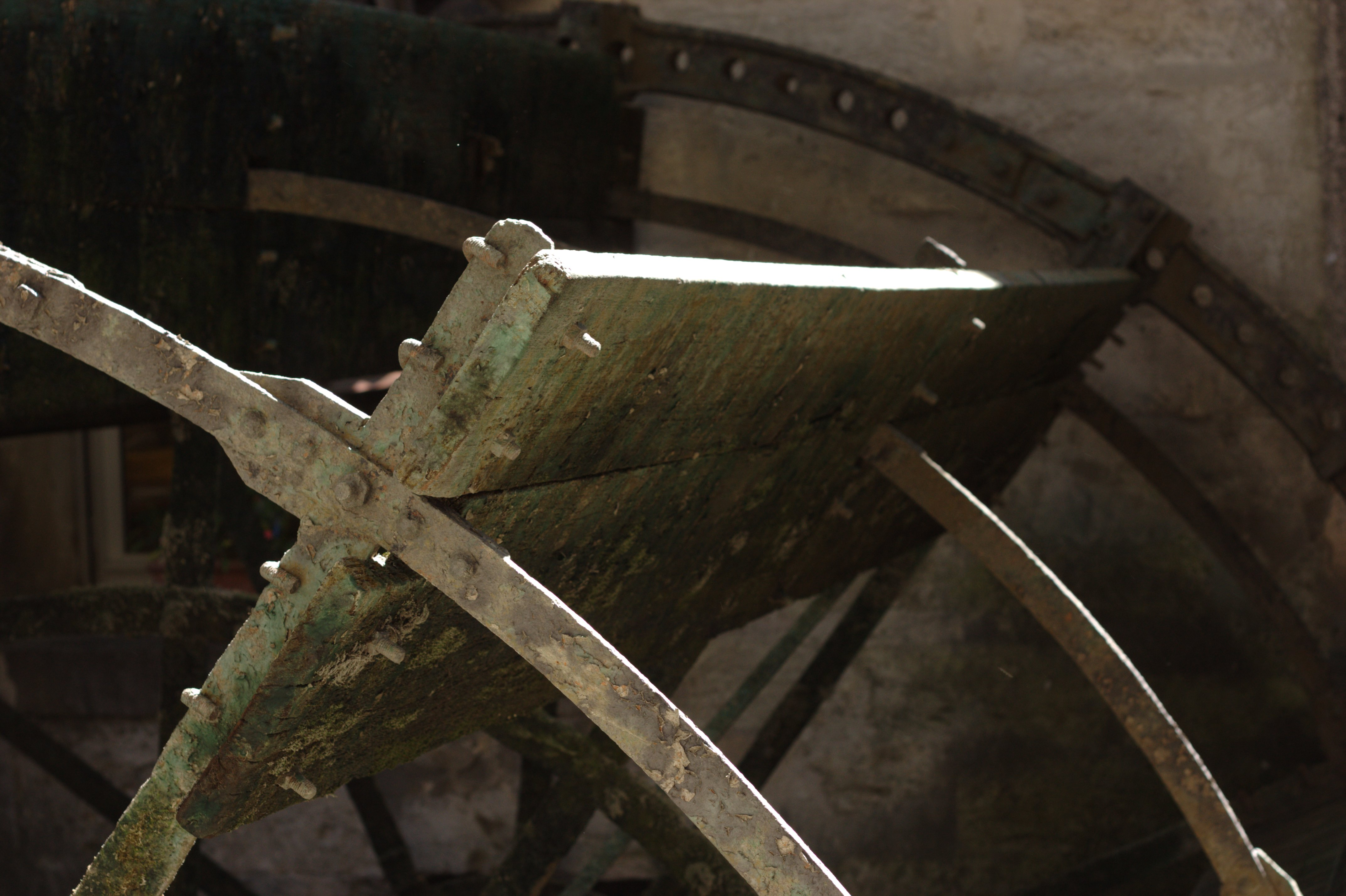
Détail d'une roue à aubes
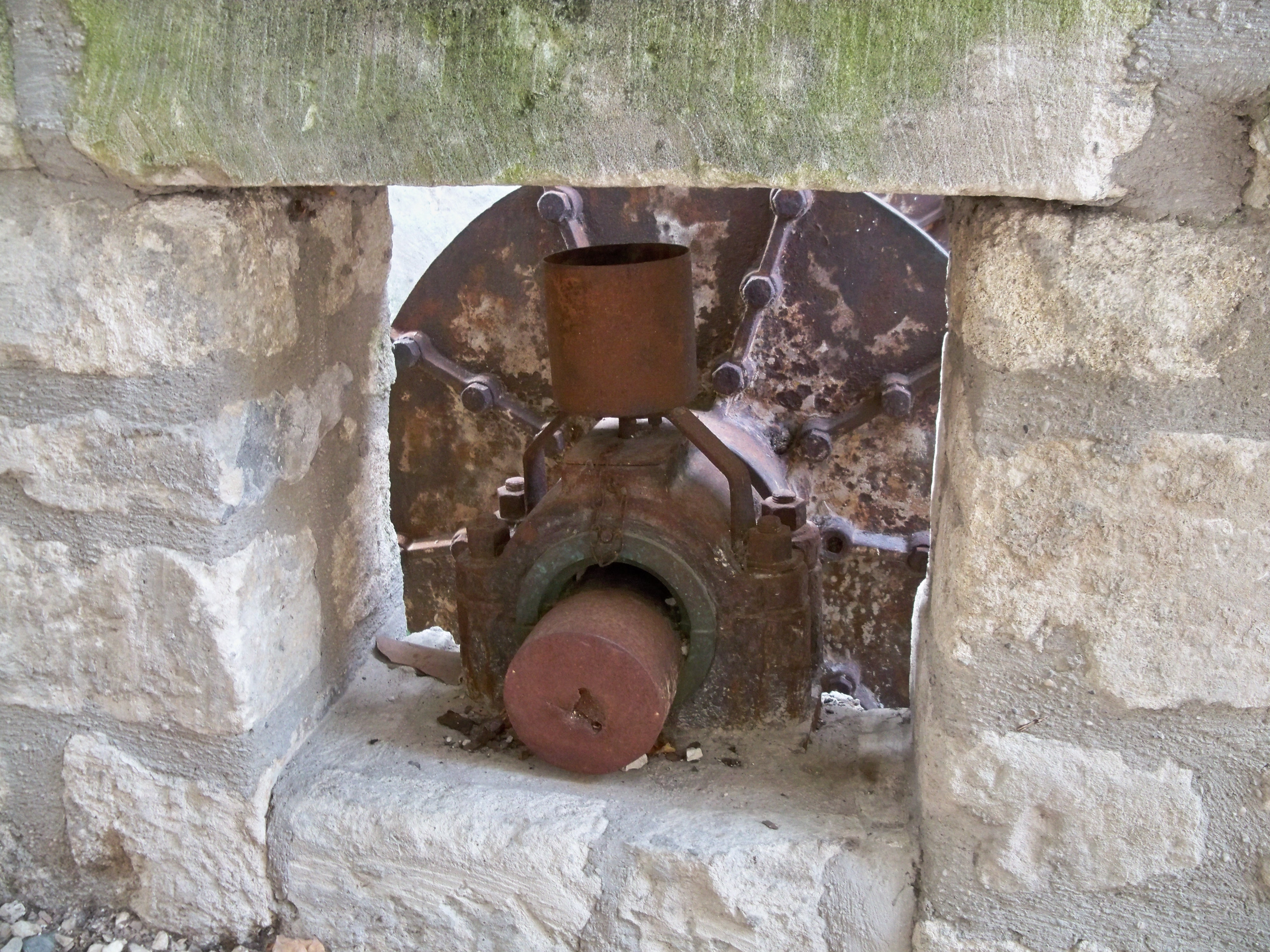
Portillon permettant l'entretien
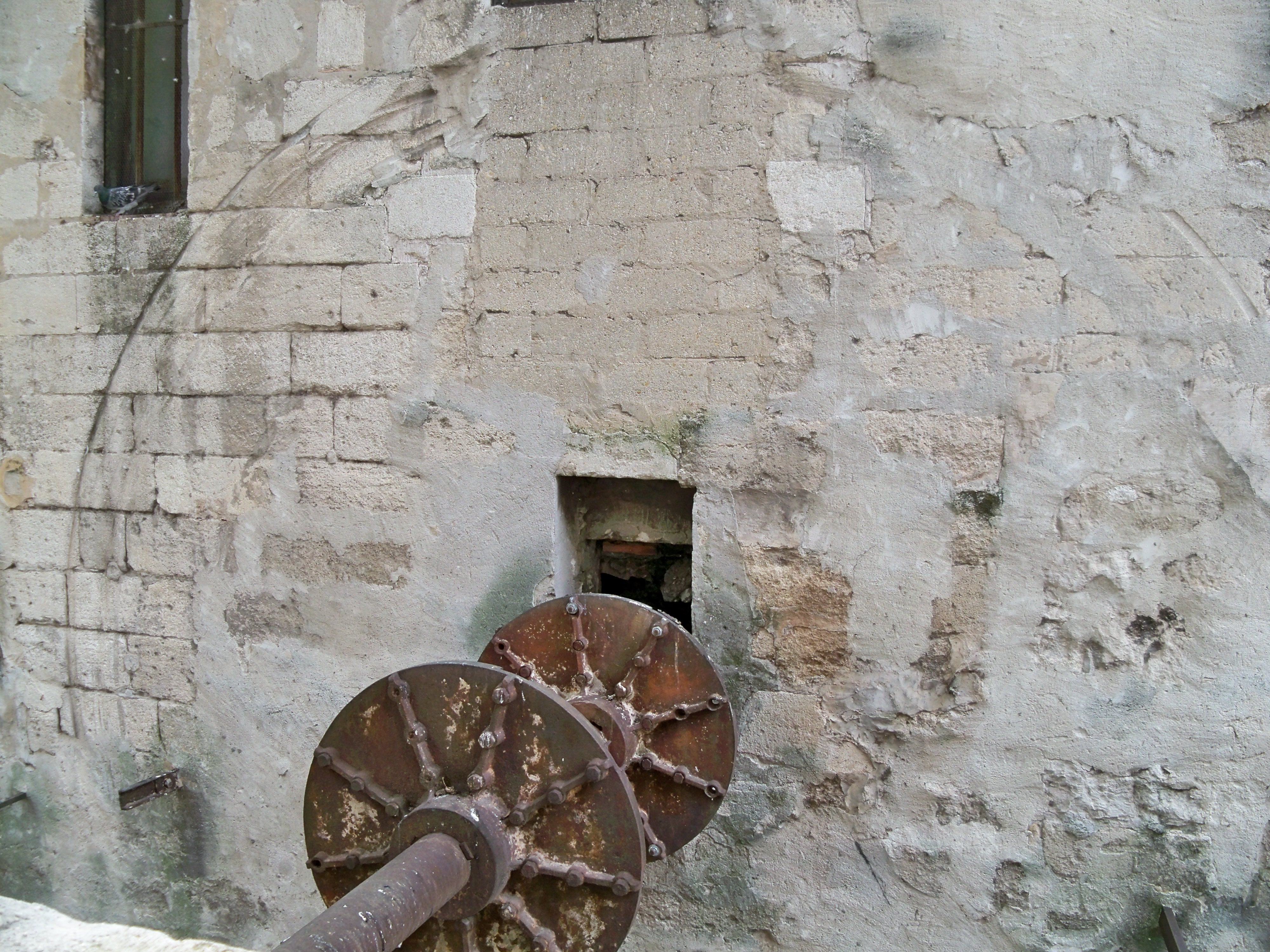
Traces des pales sur le mur

### Diversité des manufactures et activités
Outre les mouliniers, indienneurs, teinturiers, garanciers, tanneurs et corroyeurs, la rue accueillaient nombre d'autres activités utilisant la force motrice ou la pureté des eaux de la Sorgue. Ont été répertoriés des fabricants de soie à coudre, de peigne, de chocolat, une brasserie, un fabricant de jus de réglisse, une entreprise de cierges et de bougies, une usine hydraulique et à vapeur, des mécaniciens charpentiers, sans compter les nombreuses bugadières (laveuses) installées sur des planches au-dessus de la rivière.

## Bâtiments remarquables et lieux de mémoire

### Périmètres de protection
Le centre historique de la Ville d'Avignon est inscrit au Patrimoine mondial de l’Unesco depuis 1995 et la rue des Teinturiers est classée en Secteur sauvegardé depuis 1933.
Ce classement concerne les arbres, les façades, la calade mais également le couvent des Cordeliers et la Maison du IV de Chiffre.

### Maison du IV de Chiffre

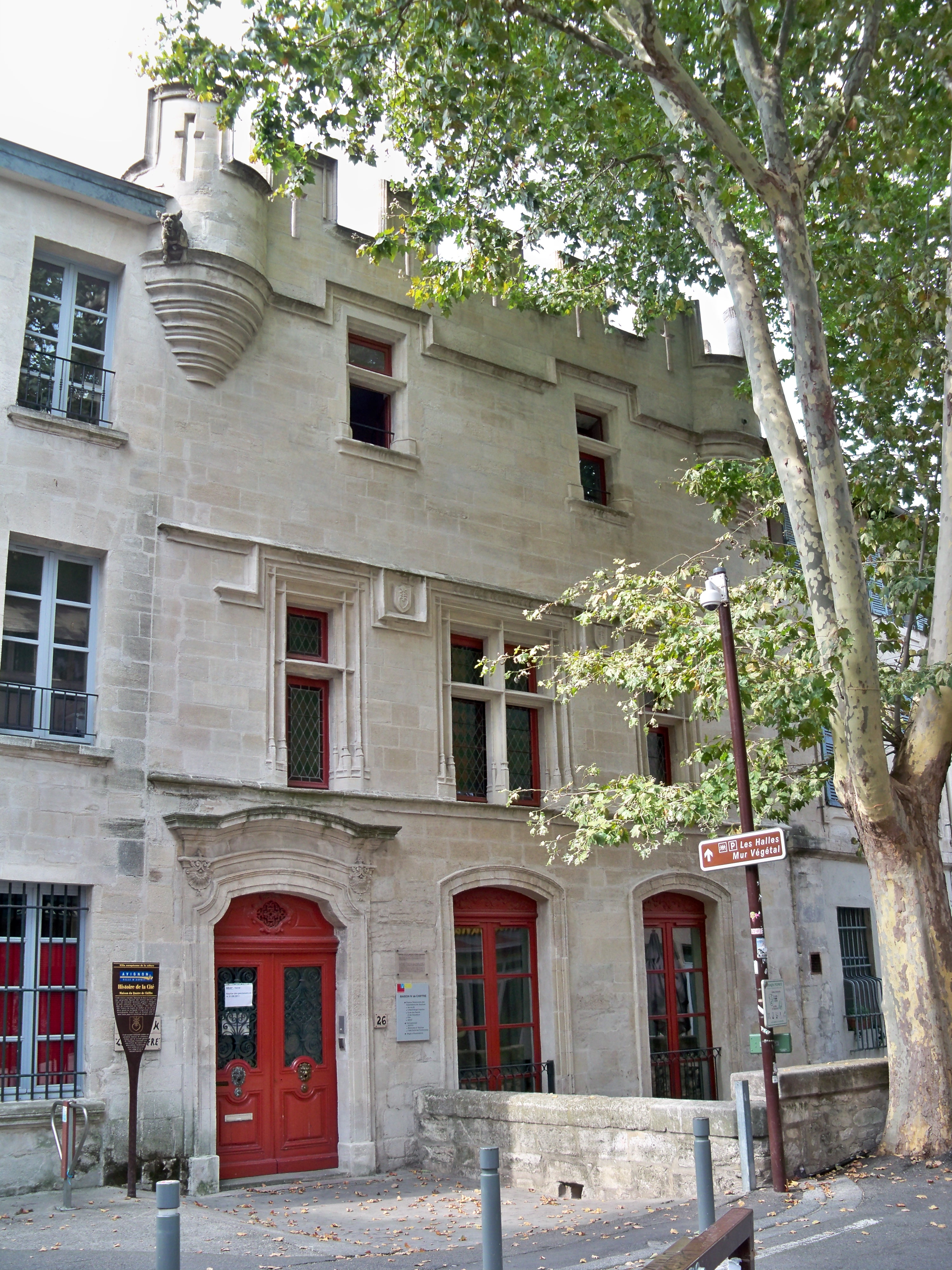
Maison du IV de Chiffre.

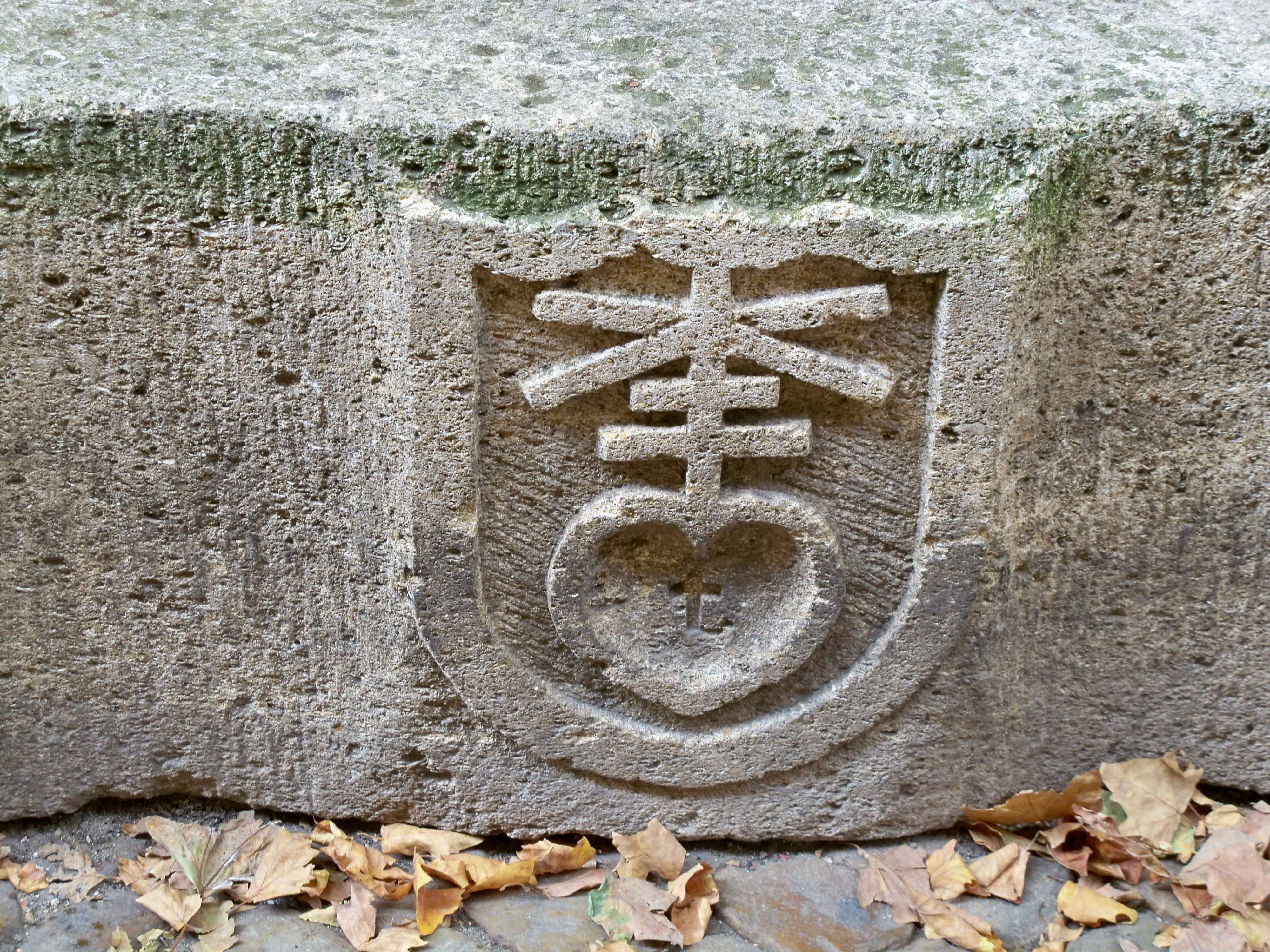
Le IV de chiffre.

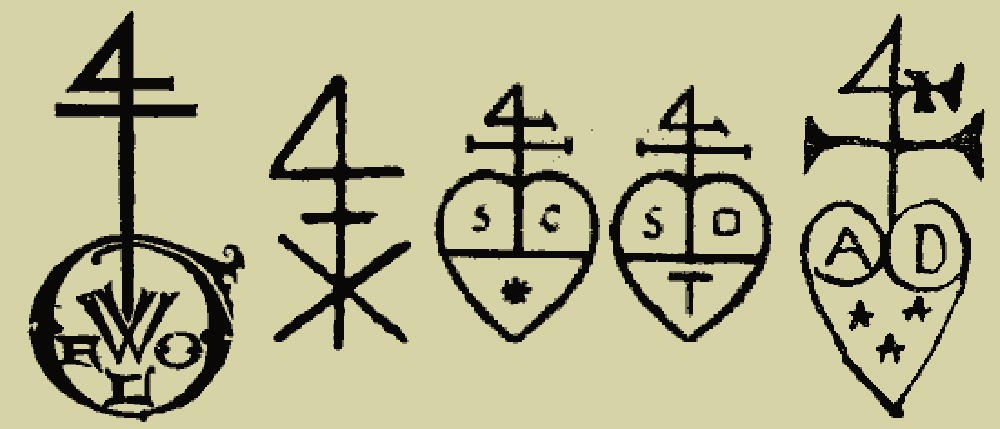
Différents quatre de chiffre.

Cette maison gothique, édifiée à la fin du XVe siècle, comportait des « IV de Chiffre » sculptés entre les fenêtres du premier étage. Ces sigles ont quasiment disparu lors d'une restauration. Leur mystère reste entier. Il a été largement utilisé sur des sculptures, tapisseries, sceaux, cartes à jouer, poteries, instruments de musique, lieux de cultes catholiques, monogrammes d'artistes, de notaires, de négociants, de drapiers, de maçons ou de lapidaires. Adrien Marcel, qui a pu les analyser dans le no 53 de « La Farandole », revue avignonnaise parue le 21 octobre 1913, indique que ces bas-reliefs « étaient sculptés au-dessous du bandeau et entre les trois fenêtres du premier étage. Deux de ces quatre de chiffre, les plus grands figurent chacun dans un écusson inscrit en un cadre carré, à moulure, dont les angles inférieurs sont coupés par de petits écussons décorés aussi de quatre chiffres minuscules, sauf un, où le signe est remplacé par 1493, date de construction de l'édifice. ».
Le « IV de Chiffre » représente un cœur stylisé empalé par le haut d'un dard orné successivement d'une croix de Saint-André puis d'une croix de Lorraine. À l'intérieur le cœur est barré par un segment borné à chaque extrémité par un petit piton.

### Chapelle des Pénitents Gris

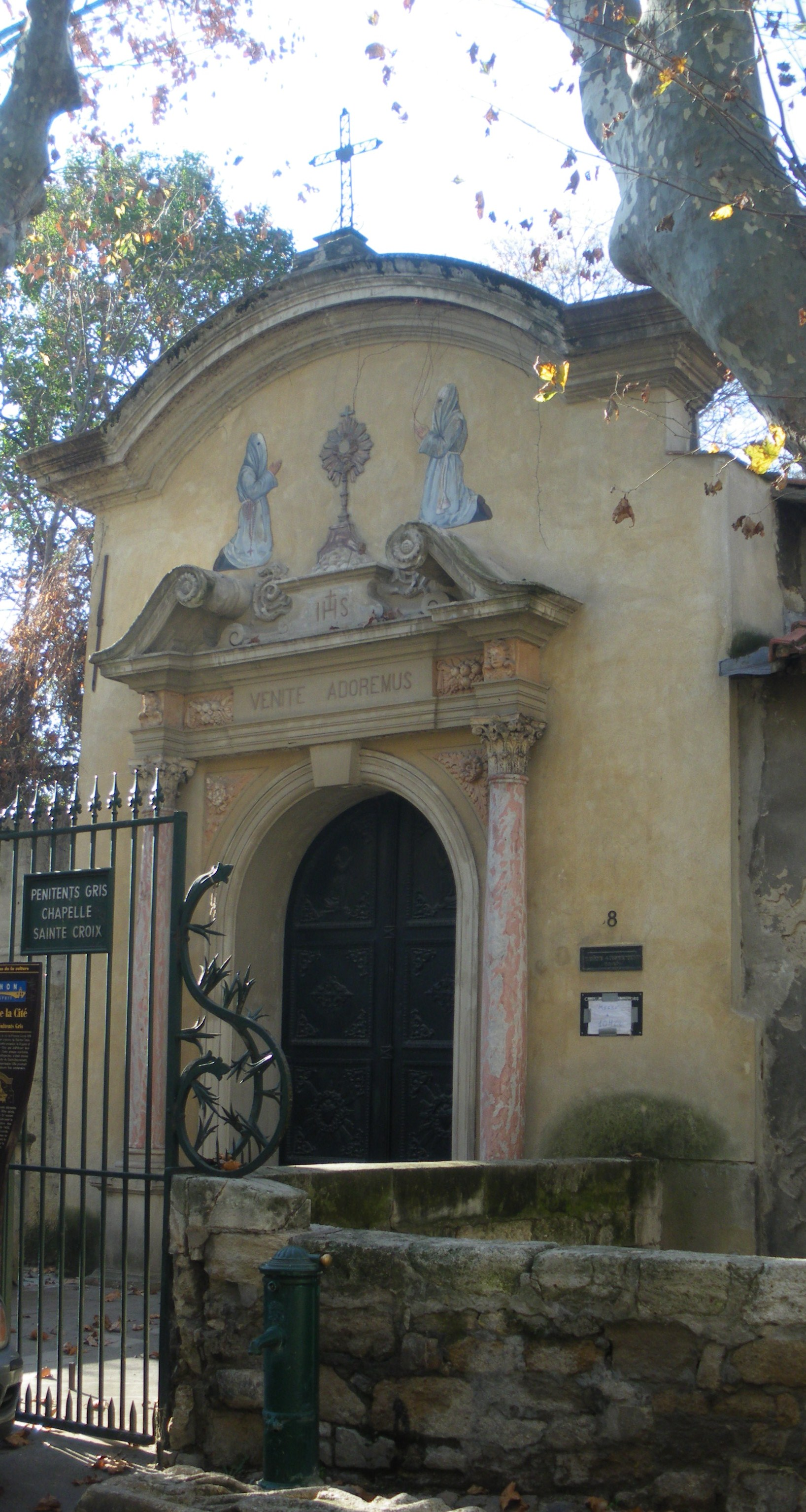
Chapelle des Pénitents Gris.

Les « Pénitents Gris » d'Avignon affirment que ce fut Louis VIII, roi de France, qui fonda leur royale Confrérie le 14 septembre 1226. Consécutivement à la fin du siège d'Avignon, il se serait rendu sur les bords de la Sorgue, en procession expiatoire, pieds nus et vêtu d'un sac, pour s'agenouiller à la chapelle Saint-Croix. Cette hagiographie est contestable. Il est plus probable que le roi de France ait convoqué Pierre III, l'évêque d'Avignon, avec ordre de lui porter les saintes espèces. Les fidèles, qui l'avaient suivi, pieds nus et recouverts d'un sac en signe d'expiation, se seraient dès lors constitués en une confrérie dénommée « Disciples des Battus de la Croix ». Ils furent plus connus sous le nom de « Pénitents Gris ».
Ce qui est certain c'est que la Confrérie eut un futur pape parmi ses membres. En 1475, Sixte IV éleva pour son neveu, le cardinal Julien de la Rovère, l'évêché d'Avignon au rang d'archevêché. Puis l'année suivante, il en fit son légat pour Avignon et le Comtat Venaissin. Le futur Jules II résida sur place et demanda son entrée chez les « Pénitents Gris ».
La chapelle, également connue sous le vocable de chapelle Sainte Croix, est particulièrement connue pour avoir abritée un miracle eucharistique, le "miracle des eaux" qui se serait produit le 30 novembre 1433 et en a fait un lieu de pèlerinage. Au cours d'une inondation, les eaux se seraient écartées devant le Saint Sacrement que le prêtre desservant la chapelle était venu chercher, à l'image de la Mer Rouge devant Moïse.

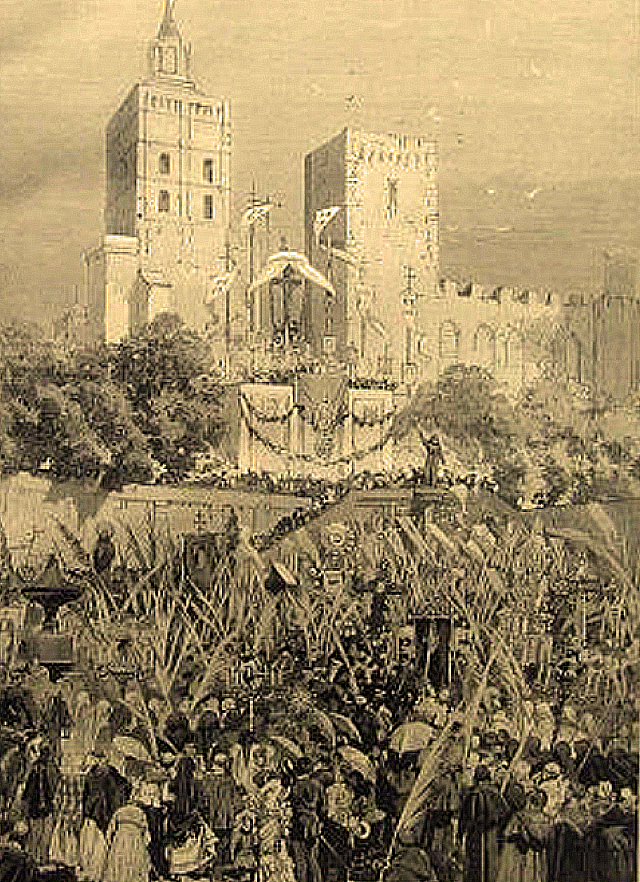
Procession des Pénitents gris, en 1876, à Notre-Dame des Doms.

Les Gris furent les premiers d'une longue série de pénitents avignonnais. Sont connus ensuite les « Pénitents Noirs », qui furent fondés en 1488 par un groupe de nobles florentins, les « Pénitents Blancs », confrérie fondée en 1527 par treize Avignonnais, les « Pénitents Bleus », formés en 1557 par une dissidence des autres confréries. Puis à la fin du XVIe siècle, furent créés les « Pénitents Noirs de la Miséricorde » par Pompée Catilina, colonel de l'infanterie pontificale à Avignon. Face à un tel engouement, la chapelle de la Confrérie des « Pénitents Gris » dut être agrandie en 1590. Le mouvement se poursuivit avec la fondation des « Pénitents Violets » (1622), puis des « Pénitents Rouges » (1700). La Révolution mit un terme à ce foisonnement et seuls aujourd'hui subsistent les « Pénitents Gris » et les « Pénitents Noirs ».
La nef actuelle de la chapelle a été reconstruite en 1818, la précédente s'étant écroulée sous la Révolution<.
En 1854, fut fondée aux Pénitents une « œuvre des enfants indienneurs ». Ceux-ci, leur travail fini dans les manufactures, se voyaient proposer le catéchisme deux fois par semaine.
En 1895, Gabriele Saltarelli, ciseleur et doreur, venu de Milan, restaura le baldaquin en bronze doré que le marquis de la Tour Vidaud avait offert à la Confrérie, en 1827.

### Maison de Jean-Henri Fabre

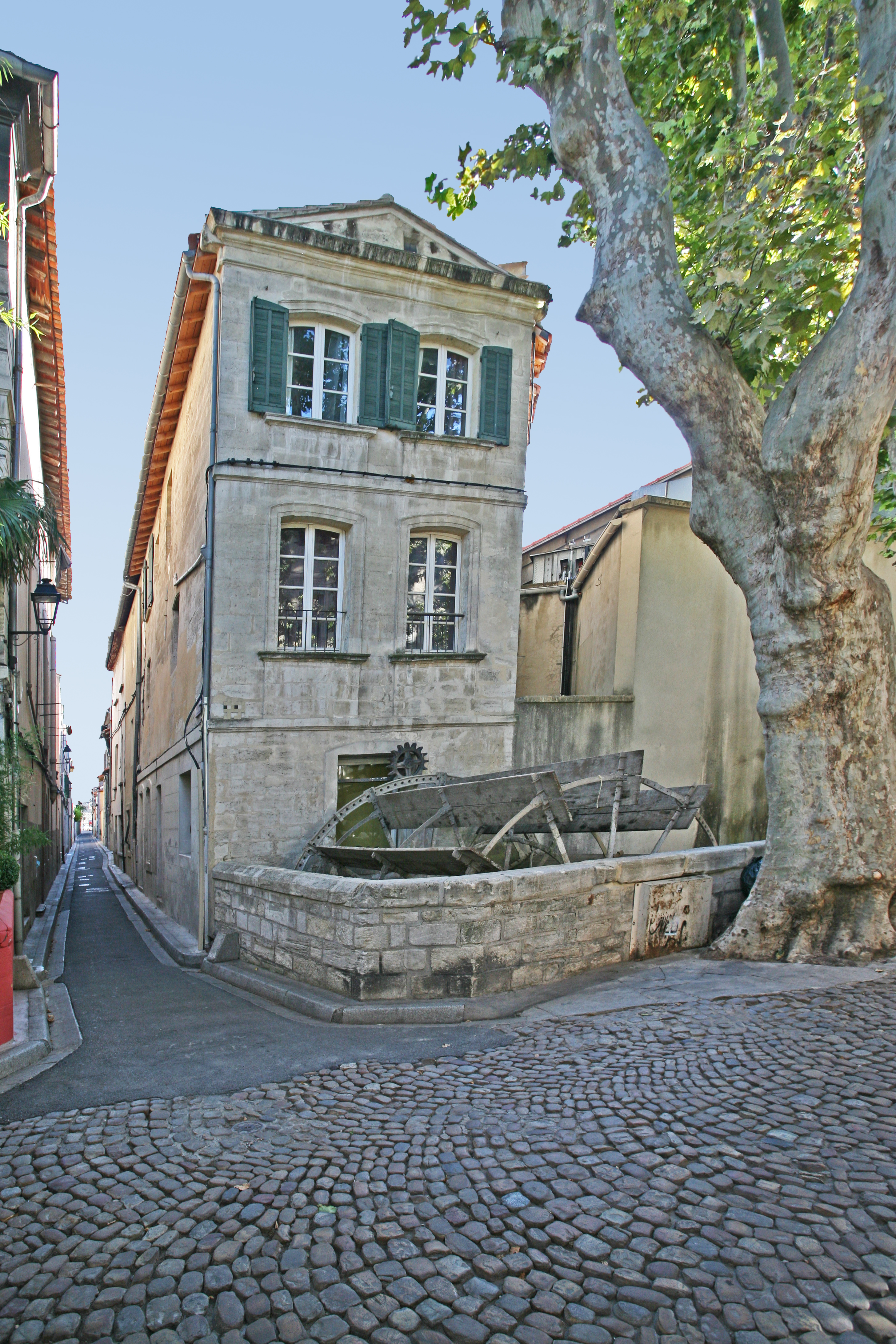
Maison de Jean-Henri Fabre, 14 rue des Teinturiers.

Jean-Henri Fabre (1823-1915) ayant quitté définitivement son poste d'enseignant en Corse au cours du mois de janvier 1853, revint à Avignon. Il s'installa tout d'abord 4 rue Saint-Thomas-d'Aquin, puis 22 rue de la Masse. Nommé « professeur, répétiteur de physique et chimie » au lycée impérial, où il enseigna pendant dix-huit ans, il fut chargé des cours d’histoire naturelle, chimie, cosmographie, géométrie, physique et arithmétique.

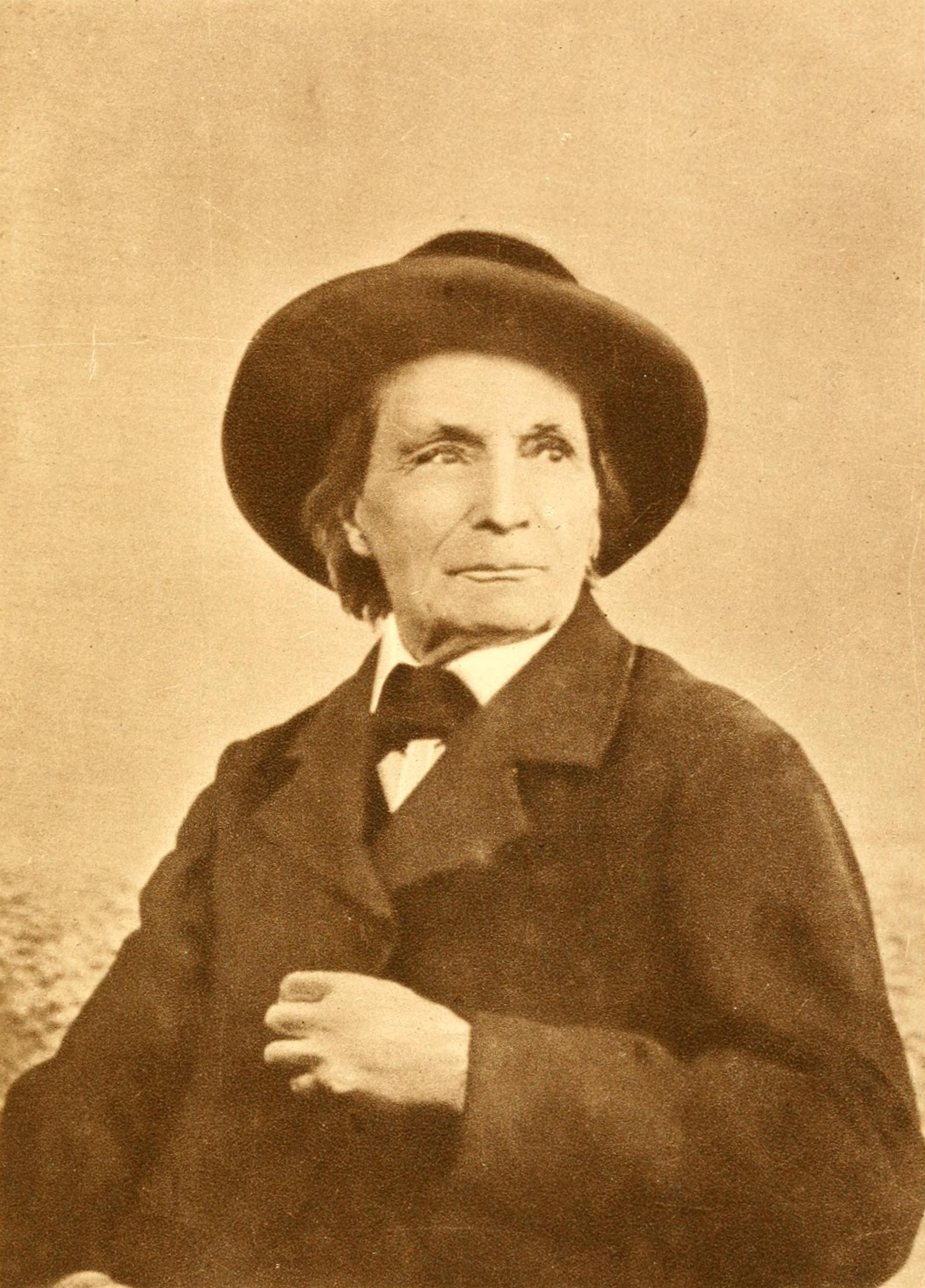
Jean-Henri Fabre
qui vécut pendant 16 ans au
14 de la rue des Teinturiers.

L'année suivante, en juillet 1854, il passa avec succès sa licence ès-sciences naturelles. Elle lui ouvrit la voie du doctorat. Son sujet de thèse principal s'intitulait Recherche sur l'anatomie des organes reproducteurs et sur le développement des myriapodes. Ce fut alors qu'il prit connaissance des travaux de Léon Dufour, qui venait d’étudier dans les Landes une grosse guêpe, le cerceris. Fabre connaissait bien cet insecte qui avait colonisé les pentes du Ventoux. Il publia le résultat de ses recherches en 1855 dans les Annales de Sciences Naturelles sous le titre La guêpe géante ou grand cerceris, le plus beaux des hyménoptères qui butinent au pied du Ventoux. La même année, les Fabre emménagent au 14 rue des Teinturiers. Ils allaient y demeurer jusqu'en 1871.
En 1857, observateur passionné, il décrivit les comportements les plus intimes des hyménoptères, bembex, scolies et coléoptères. Il étudia la reproduction de la truffe, sujet sensible pour la prospérité économique du Vaucluse. Puis, il effectua des recherches sur la garancine, poudre de racine de garance qui permettait de teindre les tissus en rouge, fournissant notamment les pantalons rouges de l'infanterie française. De 1859 à 1861, il déposa quatre brevets d'invention touchant à l'analyse des fraudes, mais surtout à l'alizarine pure, qu'il avait réussi à extraire. Mais la découverte de l'alizarine artificielle, en 1868, sonna le glas de l'industrie tinctoriale de la garance dont une grande partie était concentrée dans la rue des Teinturiers, ruinant du même coup les dix années d’efforts que Fabre avait consacrées à ses procédés.
En 1865, Louis Pasteur vint en personne le consulter pour tenter de sauver l'industrie séricicole française. Les vers à soie étaient décimés par une désastreuse épidémie de pébrine. Fabre lui expliqua la biologie du bombyx du mûrier et les moyens de sélectionner des œufs indemnes. Il le reçut à son domicile, 14 rue des Teinturiers, et fut étonné, qu’au milieu de leur entretien, le savant lui demanda de voir sa cave. Fabre ne peut que lui montrer une dame-jeanne posée sur un tabouret de paille dans un coin de sa cuisine. Mais la leçon porte ses fruits et Pasteur réussit à enrayer la redoutable épidémie.

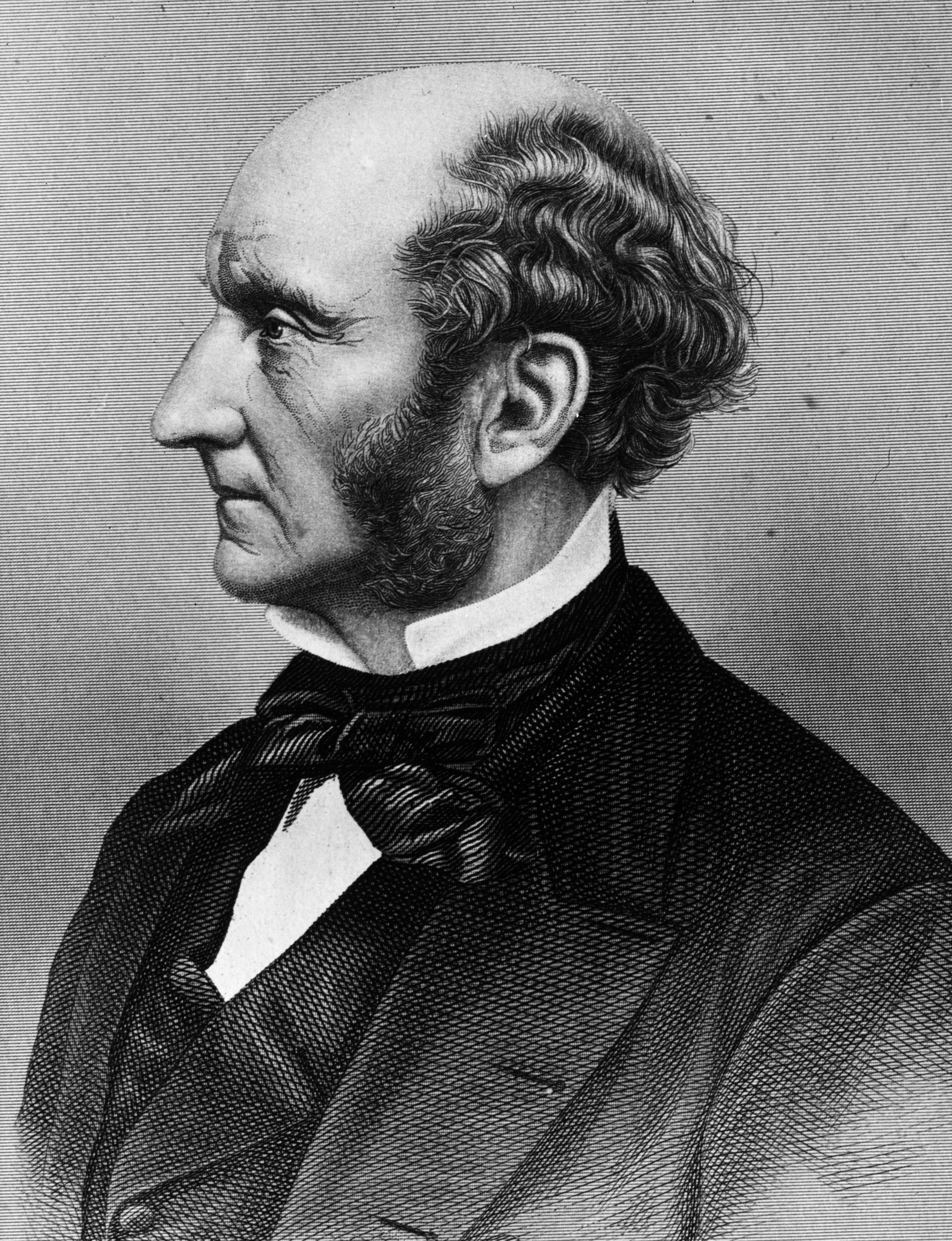
Portrait de John Stuart Mill.

En 1866, la municipalité avignonnaise nomma Fabre au poste de conservateur du musée d'Histoire naturelle (rebaptisé Muséum Requien depuis 1851), alors abrité dans l'église Saint-Martial désaffectée. Ce fut là qu'il travailla aux colorants et donna des cours publics de chimie. Il reçut en 1867 la visite surprise de Victor Duruy. Ce fils d'ouvrier devenu normalien et inspecteur de l'enseignement appréciait le naturaliste avec qui il partageait le rêve d'une instruction accessible aux plus démunis. Devenu Ministre de l'Instruction publique, Duruy convoqua Fabre à Paris deux ans plus tard pour lui remettre la Légion d'honneur et le présenter à l'empereur Napoléon III.
Le ministre le chargea de donner des cours du soir pour adultes qui, ouverts à tous, connurent un énorme succès. Ses leçons de botanique attirèrent même de jeunes villageoises, des agriculteurs curieux de science, mais aussi de personnalités fort cultivées, telles que l'éditeur Joseph Roumanille et le philosophe anglais John Stuart Mill (1806-1873), directeur de la Compagnie des Indes, qui devient l'un de ses plus fidèles amis.
Mais la loi Duruy (10 juillet 1867) pour la démocratisation de l'enseignement laïque et l'accès des jeunes filles à l'instruction secondaire, déclencha une cabale des cléricaux et des conservateurs, obligeant le ministre à démissionner. Accusé d'avoir osé expliquer la fécondation des fleurs devant des jeunes filles jugées innocentes par certains moralisateurs, les cours du soir de Fabre furent supprimés tandis qu'il était dénoncé comme subversif et dangereux. Incapable de gérer une telle atteinte à son honneur, il démissionna de son poste au lycée fin 1870.
Pour parfaire le tout, ses bailleuses, deux vieilles demoiselles bigotes, convaincues de son immoralité, le mirent en demeure de quitter la rue des Teinturiers. À leur injonction, il reçut la visite d'un huissier pour être expulsé dans le mois avec femme et enfants. Seule l'aide de Stuart Mill, qui lui avança la somme de trois mille francs, permit à Fabre et sa famille de pouvoir s'installer, en novembre, à Orange.

### Clocher de l'église des cordeliers

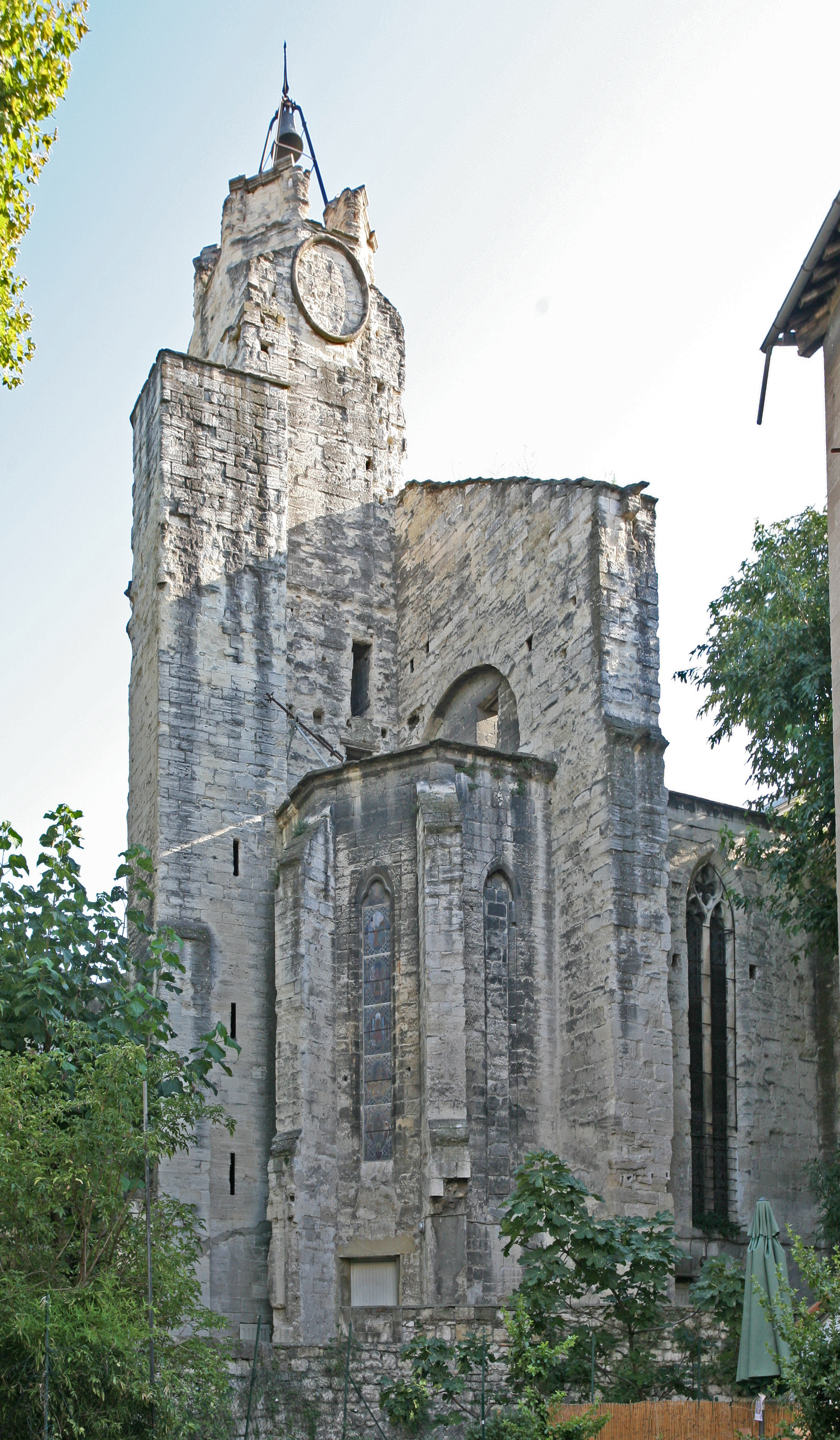
Clocher de l'église conventuelle des cordeliers.

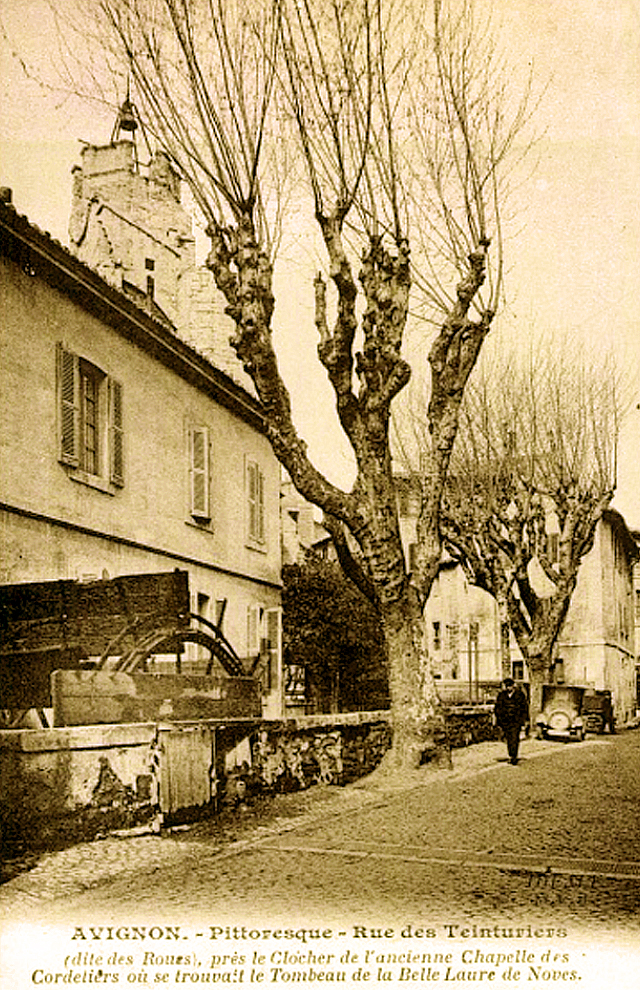
Le clocher des cordeliers au début du XXe siècle.

L’éternel amour de Pétrarque succomba, le 6 avril 1348, vingt-et-un ans jour pour jour après sa rencontre avec le poète. Elle n’était âgée que de trente-huit ans. Sur son exemplaire de Virgile, celui-ci consigna son affliction :

« Laure, illustre par ses vertus et fort célébrée dans mes vers, m’apparut pour la première fois pendant ma jeunesse en 1327, le 6 avril dans l'église Sainte-Claire à Avignon, à la première heure du jour ; et dans la même cité dans le même mois, au même sixième jour et à la même première heure en l’an 1348, cette éclatante beauté fut soustraite à la lumière alors que j’étais à Vérone, bien portant, ignorant hélas de mon malheur ! Mais la malheureuse nouvelle me fut apportée à Parme par une lettre de mon ami Louis dans le dix-neuvième jour du mois suivant. Ce corps si beau et si chaste de Laure fut enseveli au couvent des frères mineurs, le jour même de sa mort à vêpres. »

Laure fut inhumée dans la chapelle des Sade, aux cordeliers d’Avignon. Devant l’autel, sa pierre sépulcrale portait deux écussons armoriés gravés dans la pierre, le seul déchiffrable arborait « deux branches de laurier en sautoir entourant une croix alaisée et surmontées d'une rose héraldique ». C'est ce qu'affirmèrent avoir vu le poète Maurice Scève qui, en 1533, fit ouvrir la tombe et, quelques mois plus tard, François Ier qui vint exprès à Avignon pour se recueillir sur cette tombe.
Alors qu'Avignon et le Comtat Venaissin venait d'obtenir leur rattachement à la France, ce vote déclencha l'ire des partisans du maintien de l'État pontifical. La réaction fut rapide. Le 16 octobre 1791, ils firent placarder dans Avignon une affiche signée d'un certain Joseph Dinetard, dénonçant le dépouillement des églises et la confiscation les cloches au nom de la « nouvelle patrie ». Il y était écrit que les « patriotes » s'étaient, de plus, emparé de cent mille francs d'argenterie au Mont-de-Piété.

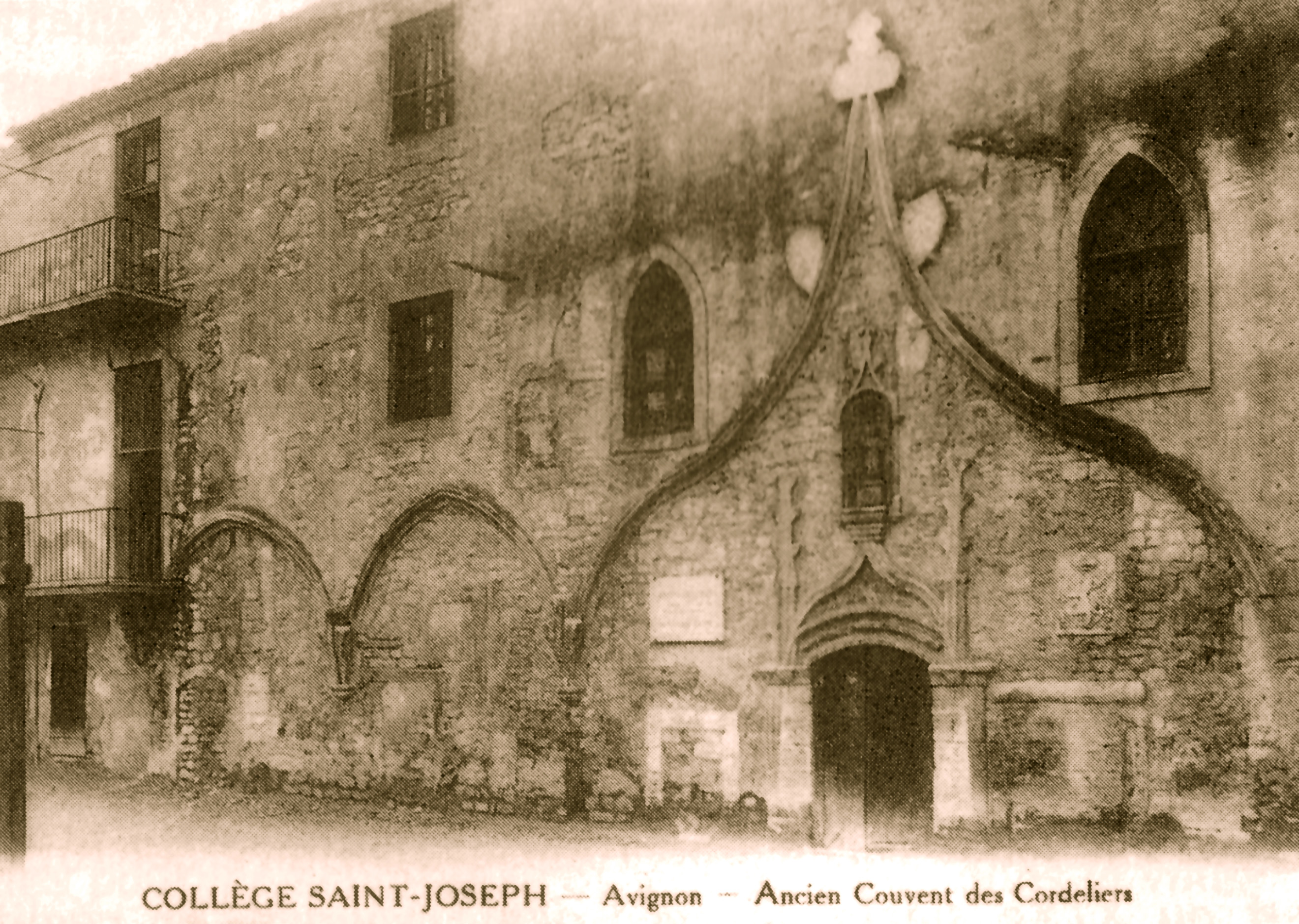
Ancien couvent des Cordeliers.

D'autres bruits faisaient part du fait que la Vierge avait fait plusieurs apparitions dans les environs et, même, que son effigie aux Cordeliers, après avoir rougi, avait délivré des larmes de sang. Nombreux furent ceux qui s'y rendirent et ce fut alors un lieu de débats virulents entre les « blancs » papistes et les « rouges » révolutionnaires sur le vol qui avait été commis. Les papistes voulant qu'on leur rendre des comptes, le patriote Nicolas Jean-Baptiste Lescuyer, en tant que secrétaire-greffier de la commune, fut dépêché sur place. Il monta en chaire pour essayer d'être entendu, puis, pris à partie, il fut extrait de celle-ci et alla se cogner au pied d'une statue de la Vierge. Il se releva et tenta alors de fuir par une porte qu'on venait de lui montrer mais, avant d'atteindre celle-ci, il reçut un violent coup de bâton qui le fit s'effondrer au pied de l'autel.
Alertée, la Garde Nationale avignonnaise arriva sur place et dispersèrent le peu de foule qui était resté, faisant au passage plusieurs blessés. Lescuyer fut trouvé gisant dans son sang. Agonisant, il fut alors emmené à travers les rues d'Avignon. Il décéda un peu plus tard. Cet assassinat déclencha le massacre de la Glacière.
Deux jours plus tard, l'Assemblée générale des citoyens actifs décida que l'église des cordeliers serait désormais fermée au culte et son clocher démoli. Le clocher des Cordeliers fut amputé de sa flèche et de son tambour mais la démolition s'arrêta là.

## Rues transversales

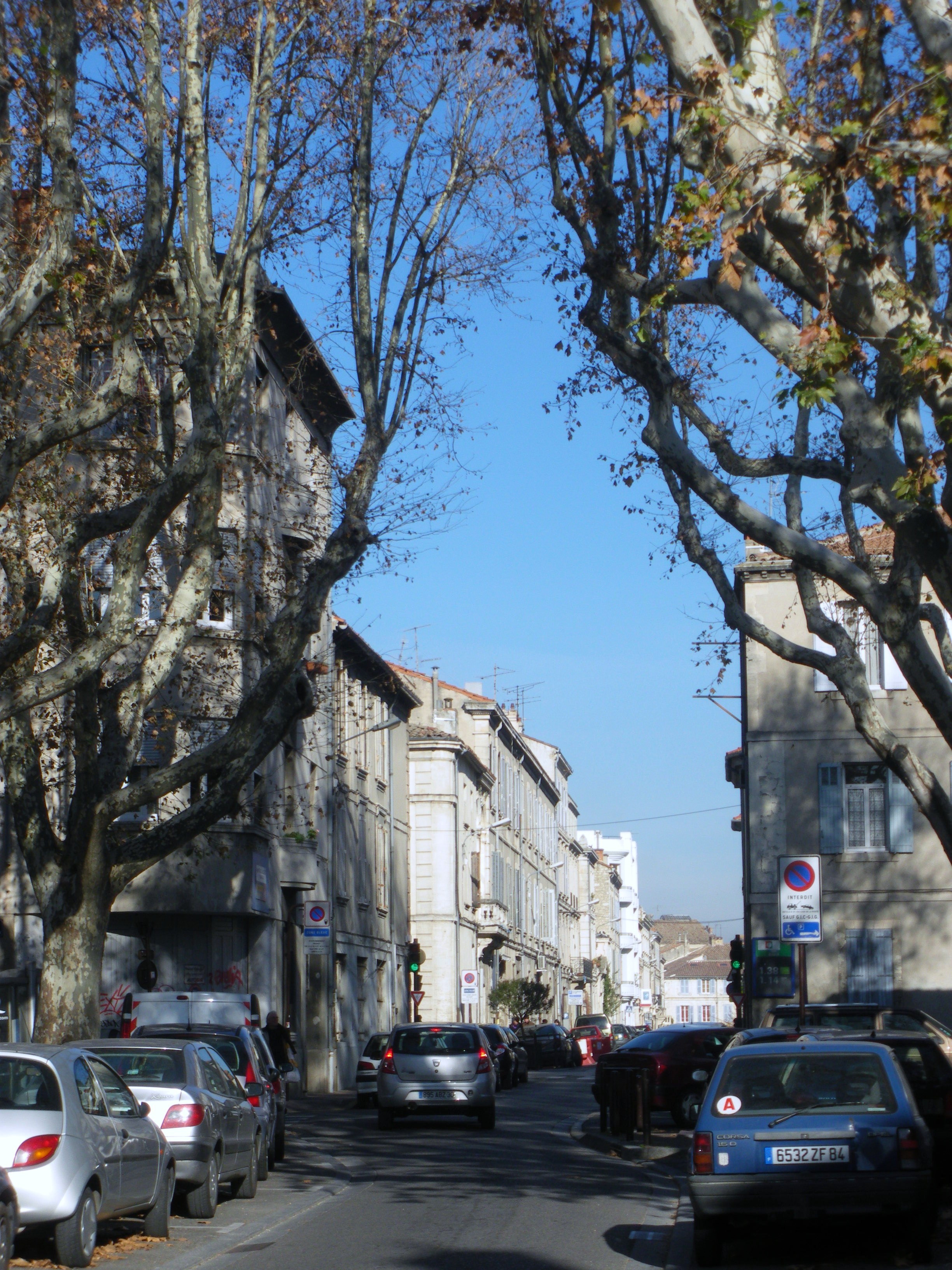
Vue de la rue Guillaume Puy près du carrefour avec la rue Thiers.

### Rue Guillaume Puy
Cette artère est le résultat d'une percée réalisée à la fin du XIXe siècle et au début du XXe siècle qui part de la Porte Limbert et se continue jusqu'à la rue Carreterie. Elle se substitua à la « rue des Clefs », la « rue de Puy » et la « rue des Barraillers ». Elle fut entreprise par quatre municipalités et les travaux s'étalèrent sur vingt ans. Commencés sous le bref mandat d'Eugène Millo, maire d'Avignon du 7 février 1881 au 3 décembre 1881, ils furent poursuivis par Charles Deville, maire provisoire installé dans ses fonctions le 1er février 1882. Paul Poncet, nouveau maire élu le 26 mai 1884, fit parachever le chantier et son conseil municipal débaptisa la rue de Puy, qui allait de la rue Thiers à la rue Louis Pasteur, pour lui donner le nom de Guillaume Puy. Puis ce fut au tour de la municipalité Gaston Pouquery de Boisserin de faire paver la rue et raccorder les maisons et immeubles à l'égout. Toutes ces opérations avaient nécessité l'expropriation totale ou partielle de 71 propriétaires ou locataires sur 34 parcelles. L'ensemble de cette nouvelle artère prit définitivement le nom de « rue Guillaume Puy » en 1891.
Plusieurs sites et monuments remarquables se situent dans cette nouvelle artère. L'ancien cinéma Le Roxy, aujourd'hui Théâtre des Hivernales, devenu un lieu de création lié au Festival off at aux Hivernales d'Avignon. Sur la place Guillaume Puy, une fontaine sommée du buste en bronze de Guillaume Puy. En face l'école de la rue Thiers, le théâtre du Balcon. Puis, faisant l'angle avec la rue des Teinturiers, la maison de Jules-François Pernod, fondateur à Avignon de la marque d'apéritif anisé Pernod.

## Rues adjacentes (rive droite)

### Rue Londe
Une farce de potaches érudits a fait croire durant toute une partie du XIXe siècle que dans cette rue la Reine Jeanne avait eu un bordel dont elle avait confié à la garde à une abbesse après lui avoir donné des statuts. Il ne s'agissait en fait que d'étuves et de bains publics qui s'étaient multipliés à Avignon au cours du XIVe siècle et qui étaient alimentés par les eaux de la Sorgue. Quand les Frères des écoles chrétiennes vinrent s'installer à Avignon, en 1703, ils furent logés dans le côté pair de cette étroite rue. Elle prit dès lors le nom de « rue des Frères » puis de « rue des Frères enseignant à lire », en 1739. Ils y restèrent jusqu'en 1766 pour aller s'installer dans l'Hôtel de Sade.
Dans les locaux laissés libres s'installa la famille Londe qui fabriquait des étoffes de soie. Lors de la Révolution, ce fut la citoyenne Roque-Londe qui offrit son drapeau au 2e bataillon des volontaires du département de Vaucluse. La rue prit le nom de cette famille à partir de 1832.

### Rue du Petit Grenier
Il existe dans les chartes de l'église Saint-Agricol d'Avignon, une mention, faite en 1469, d'une « traverse à l'enseigne de l'Aigle », sise dans le bourg de la Paillasserie, qui correspond à cette ruelle. Elle ne prit son nom actuel qu'à partir de 1795.

### Rue du Bourg-Neuf
Jean XXII et Clément VI ayant déclaré urbi et orbi que les maisons et demeures construites hors de la vieille enceinte du XIIIe siècle ne pourraient être réquisitionnées comme Livrées cardinalices et seraient exemptées de taxes à la location, les bourgs ou bourguets se multiplièrent. Le plus important fut le Bourg-Neuf, situé entre le Portail Peint et le Portail Matheron.
Gustave Bayle, qui a étudié la prostitution sous la papauté d'Avignon, a montré que les femmes s’y adonnant exerçaient dans les rues du Bourg-Neuf et du Pont-Trouca. On sait qu’ici exerçaient, entre autres, Minguette de Narbonne, Jeanette de Metz, Marguerite la Porceluda et Étiennette de las Faysses. La rue du Pont-Trouca conserva ses petites maisons jusqu'au XVIIIe siècle. Leurs portes étaient toujours surmontées d'ornements et de devises assez explicites pour être qualifiées de bizarres. Personne ne pouvait commettre l’adultère en dehors de ces rues sous peine de cinquante livres d'amende.

## Rues adjacentes (rive gauche)

### Rue de la Tarasque

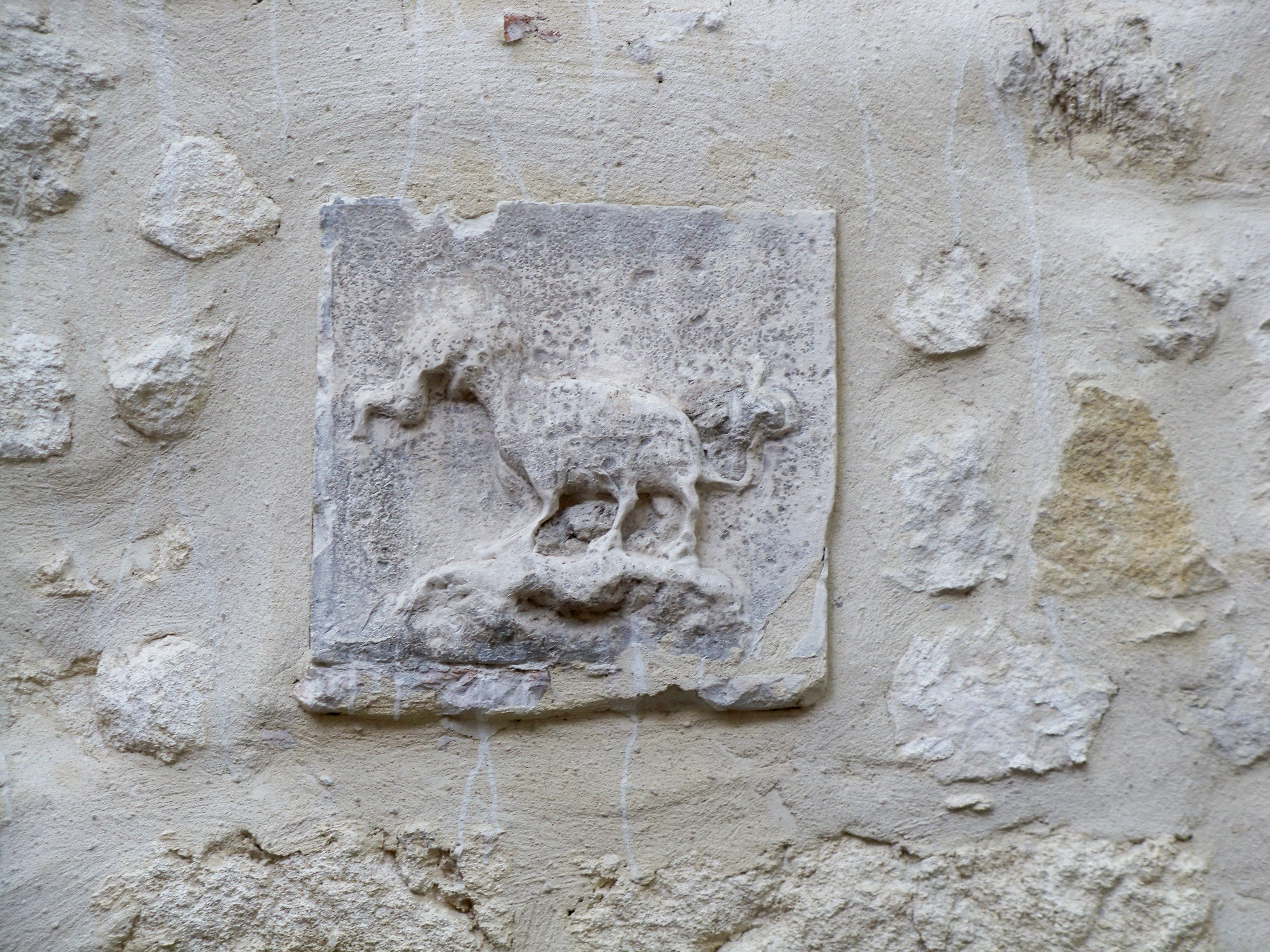
La Tarasque romane, pierre en réemploi.

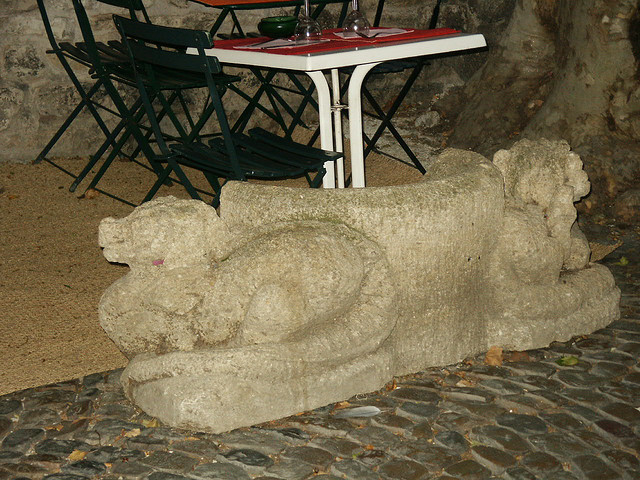
Une des Tarasques de la rue des Teinturiers.

En 1369, il y avait ici le bourg de la Tarasque (borgo de Tharasca). Ce nom tire son origine d'un bas-relief roman représentant une tarasque dévorant un homme placé en réemploi, sur la façade du no 20 de le rue des Teinturiers. Comme toutes les rues de la rive gauche, cette artère n'était accessible que par un pont enjambant la Sorgue. Celui-ci devait être assez bas puisque, le 23 août 1790, les chanoines du chapitre métropolitain d'Avignon prirent la décision de le surélever. Le principal attendu invoqué était « d'éviter la dépense extraordinaire qu'occasionne annuellement le repurgement de ce pont ».

### Rue du Puits de la Tarasque
Ce nom ne fut attribué à cette rue qu'en 1843. Elle portait jusqu'alors le même nom que sa voisine. Ce fut le creusement d'un puits réalisé en 1736 par le sieur Josseaume, taffetassier de son état, qui lui valut ce changement. Lors des travaux, les terrassiers exhumèrent deux pierres épigraphiques avec des inscriptions latines. La première, qui se trouve aujourd'hui au Musée de Lyon, comportait l'inscription proxumus Tertulla, la seconde, conservée au Musée Calvet, une épitaphe à Maximillia.

### Rue du Bon Martinet
La première référence à ce nom date du milieu du XIVe siècle. Le bourg du Martinenc (borgo Martinenqui) est cité en 1369. Il provient d'une vieille famille avignonnaise dont l'une des membres, Marc-Antoine Martinenque, s'illustra au XVIe siècle comme capitaine pontifical. Il fut nommé à cette charge de 1572 à 1577 par le cardinal colégat Georges d'Armagnac. Par francisation ce nom évolua vers Martinet et la rue devint celle du « Pont Martinet ». La déformation orale en fit la rue du Bon Martinet. C'est au niveau de ce pont que se trouve la quatrième roue à aubes encore existante sur la Sorgue et qui est ancrée dans la maison qu'habita Jean-Henri Fabre.

## La rue des Teinturiers et la culture

### Festival d'Avignon

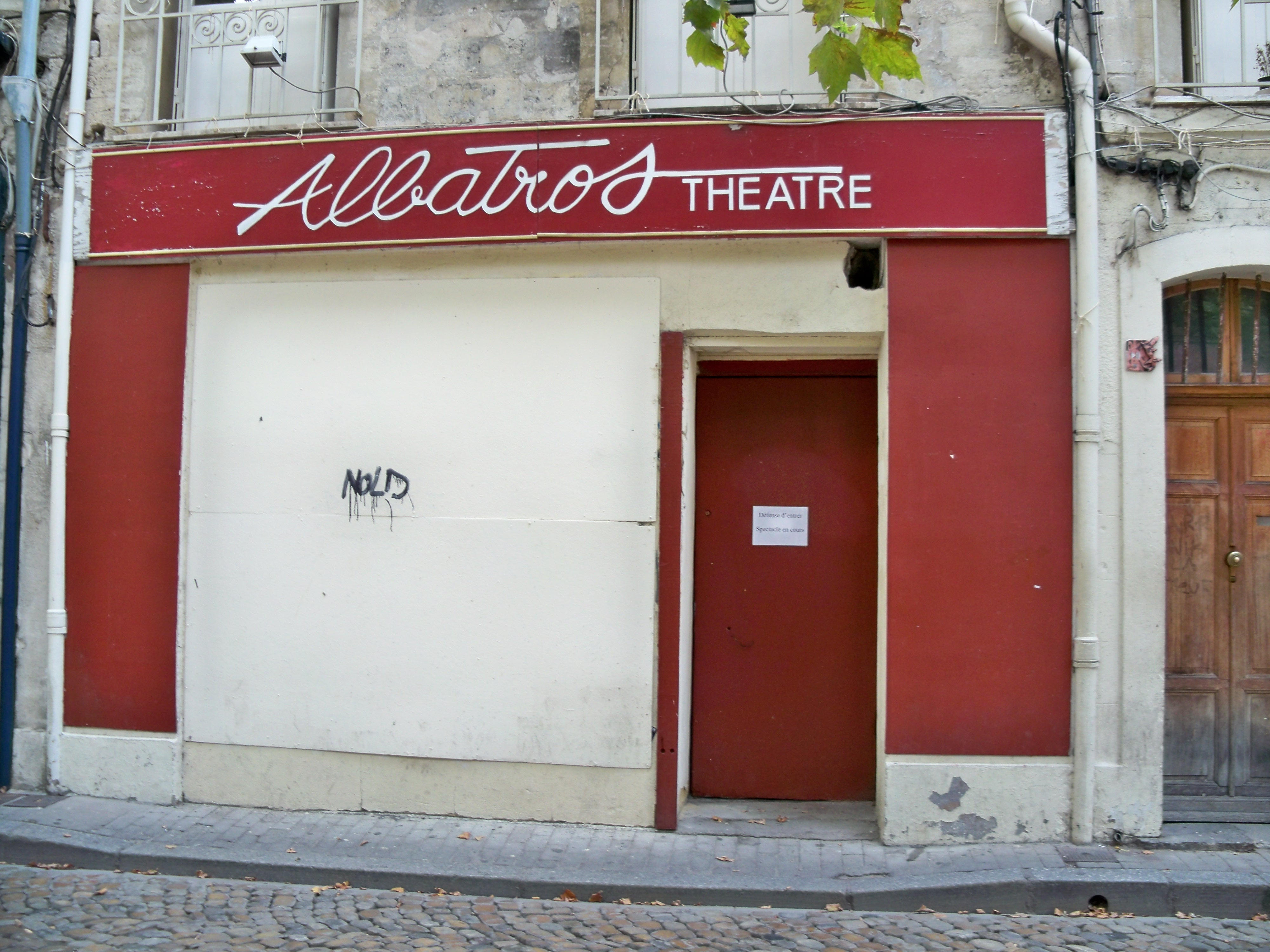
Théâtre de l'Albatros
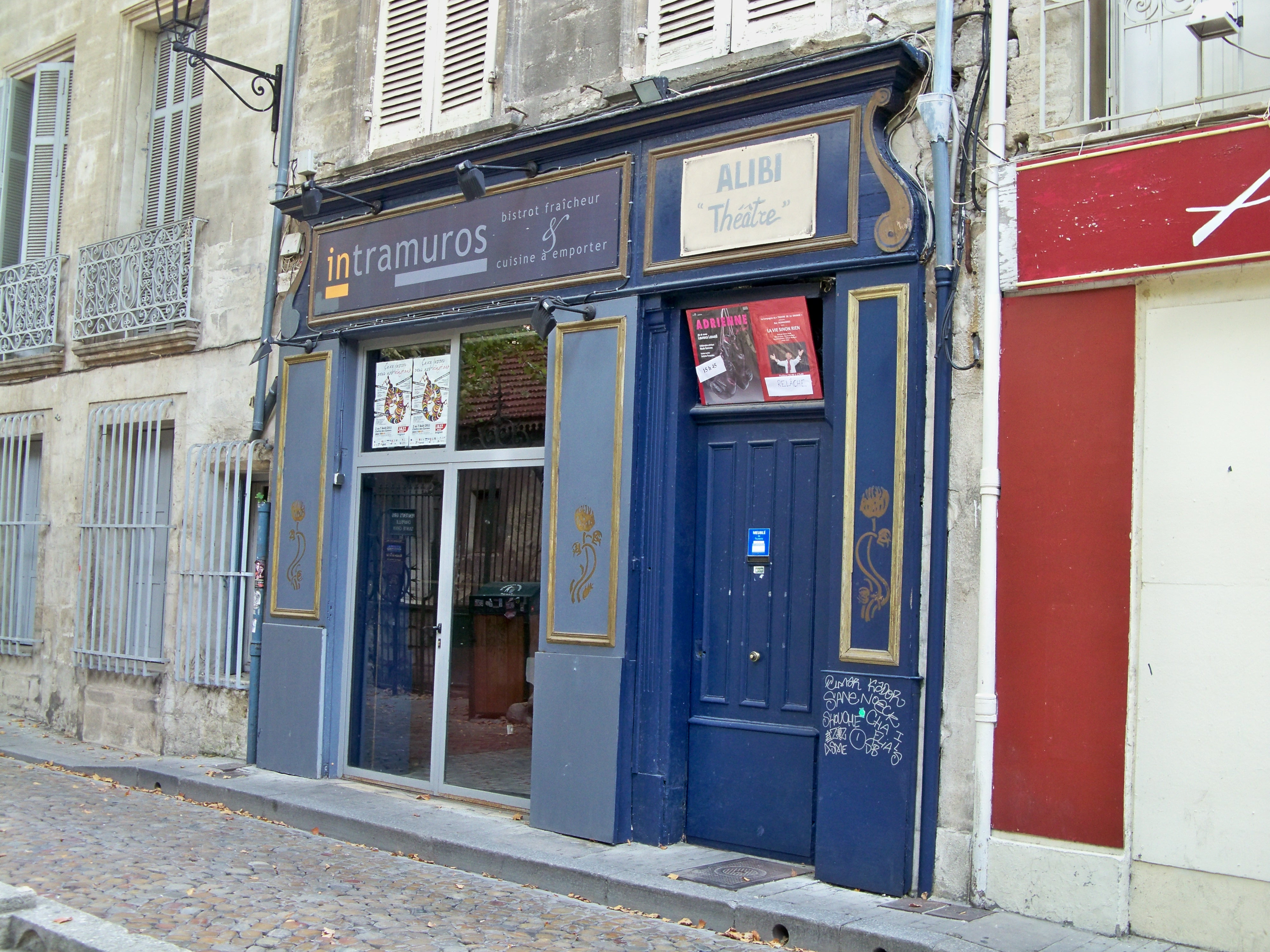
Théâtre de l'Alibi
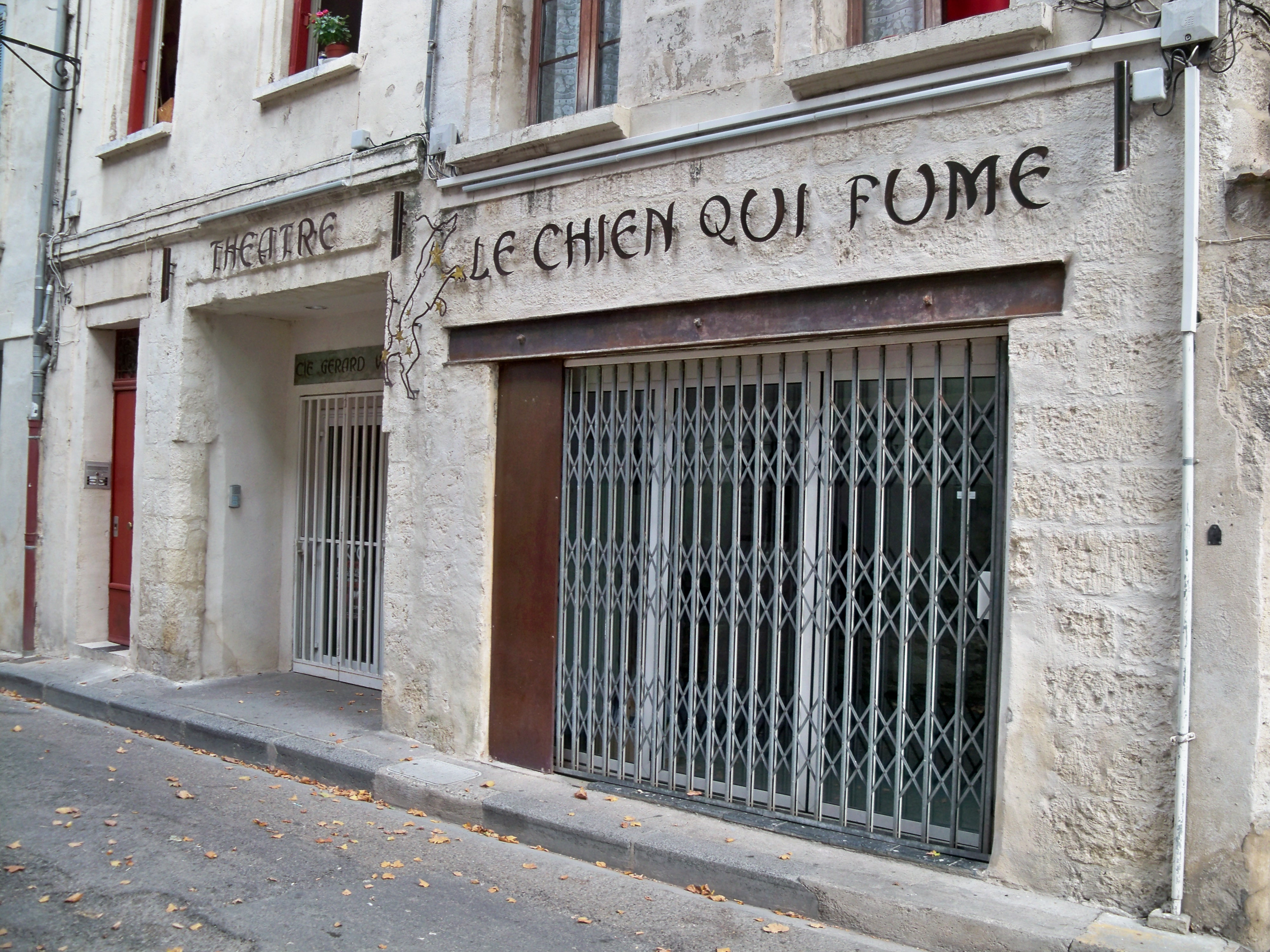
Théâtre du Chien qui fume

La rue est devenue le lieu branché du Festival. Elle accueille artistes et festivaliers dans cinq salles de théâtre, et entre deux spectacles, ils se retrouvent chez un bouquiniste, s'attablent sur les terrasses des cafés, restaurants, snacks et autres pizzérias où s'en vont déguster les vins du cru dans une cave traditionnelle. Le long du parapet de la Sorgue, mis à la disposition de vendeurs, les chalands se fournissent en produits de l'artisanat d'art, colifichets et autres nécessités festivalières.

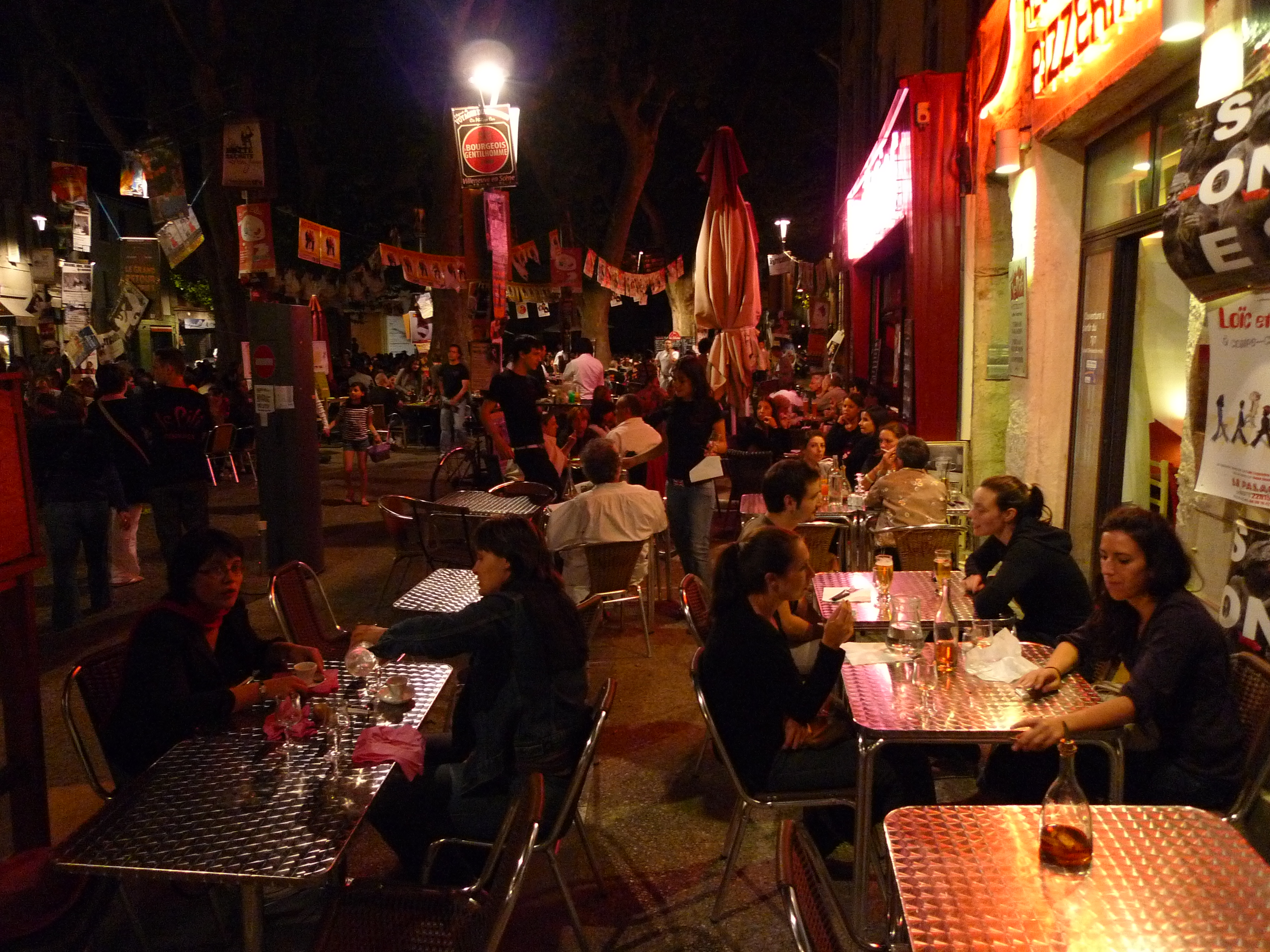
Ambiance nocturne pendant le Festival
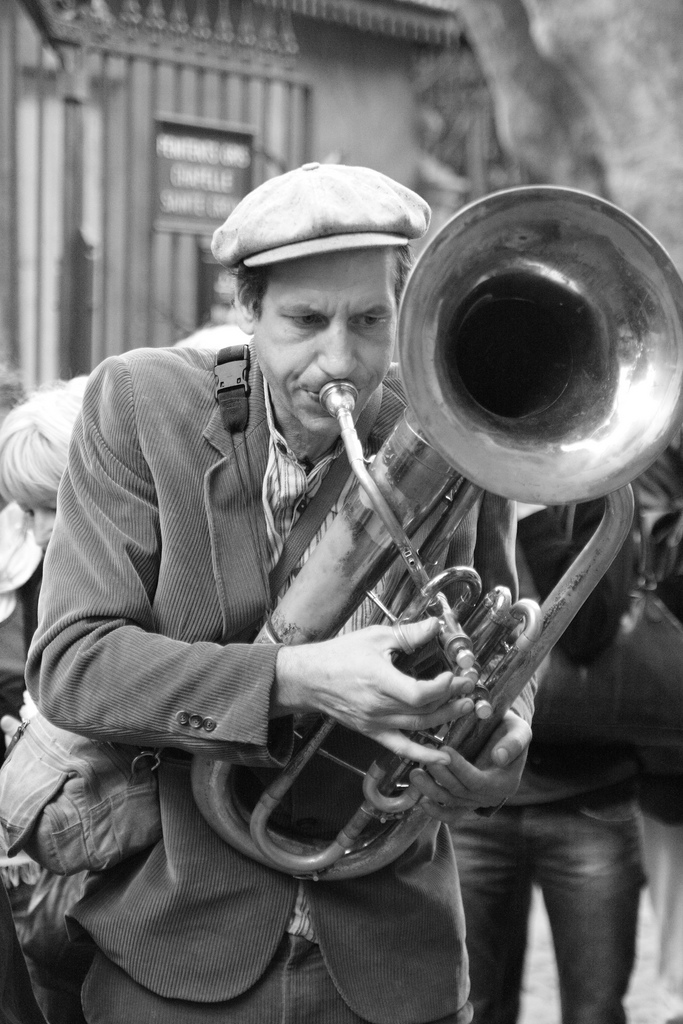
Joueur d'euphonium dans la rue des Teinturiers
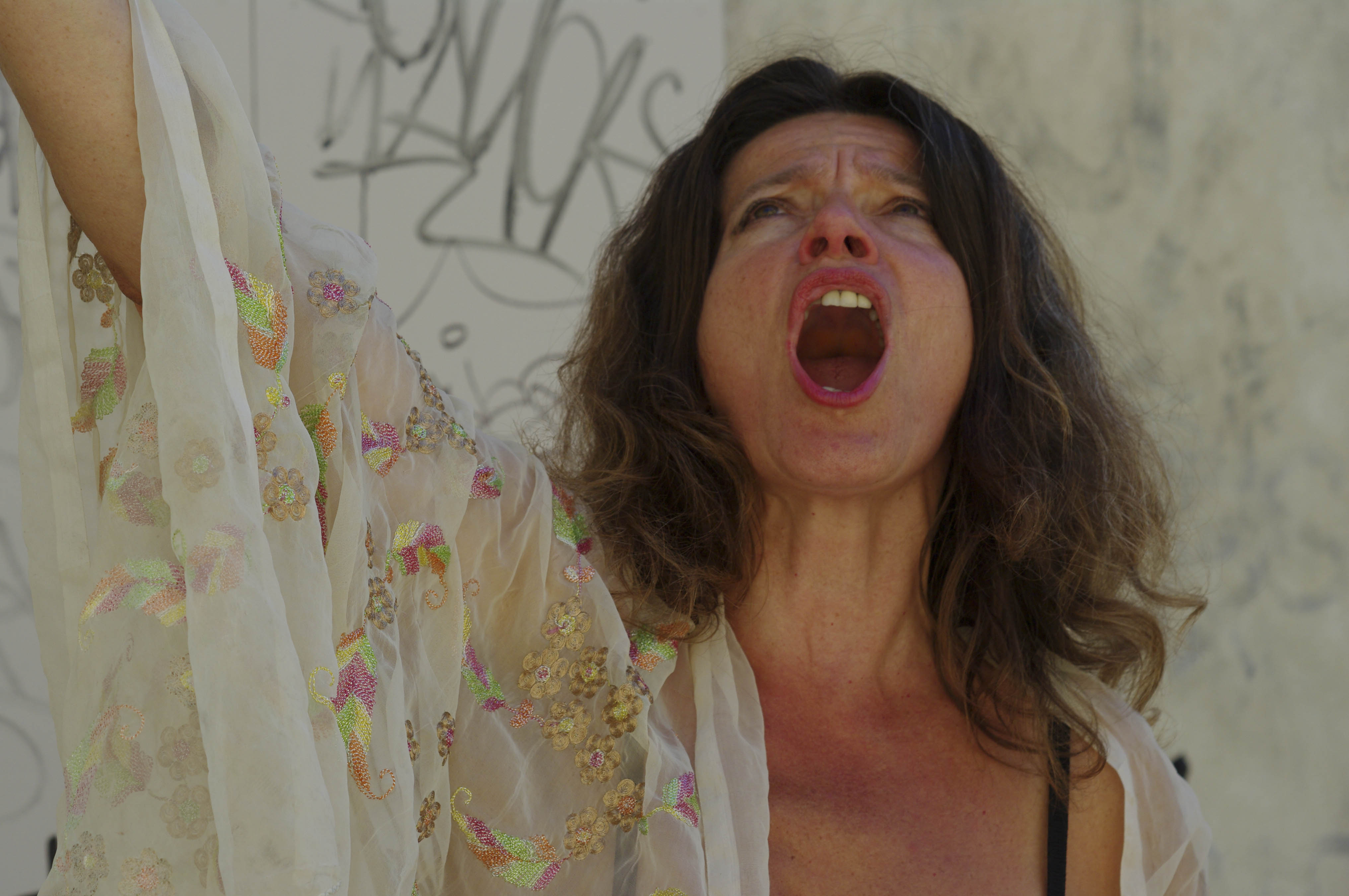
Chant de rue au cours du Festival
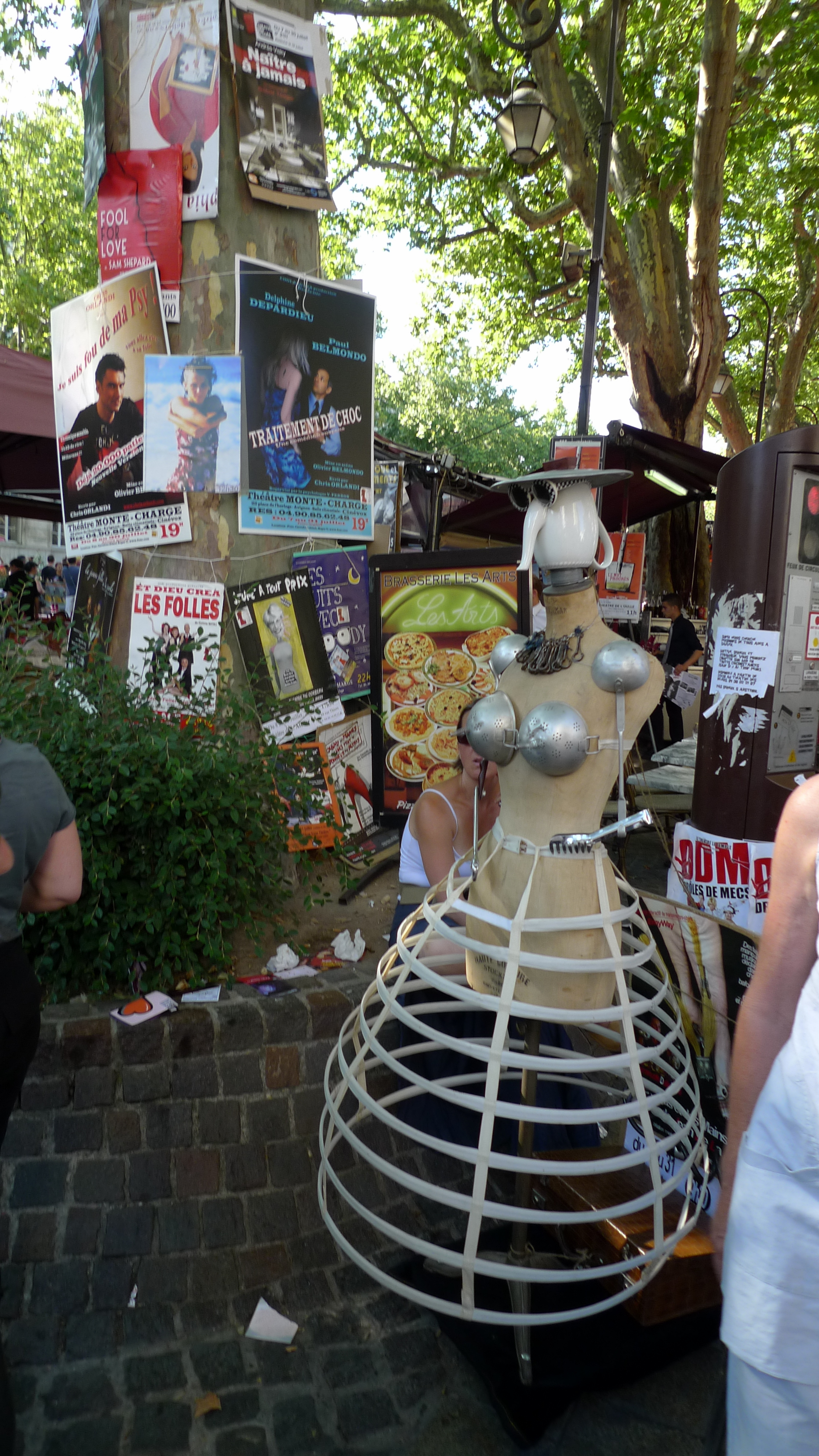
Un après-midi dans la rue des Teinturiers
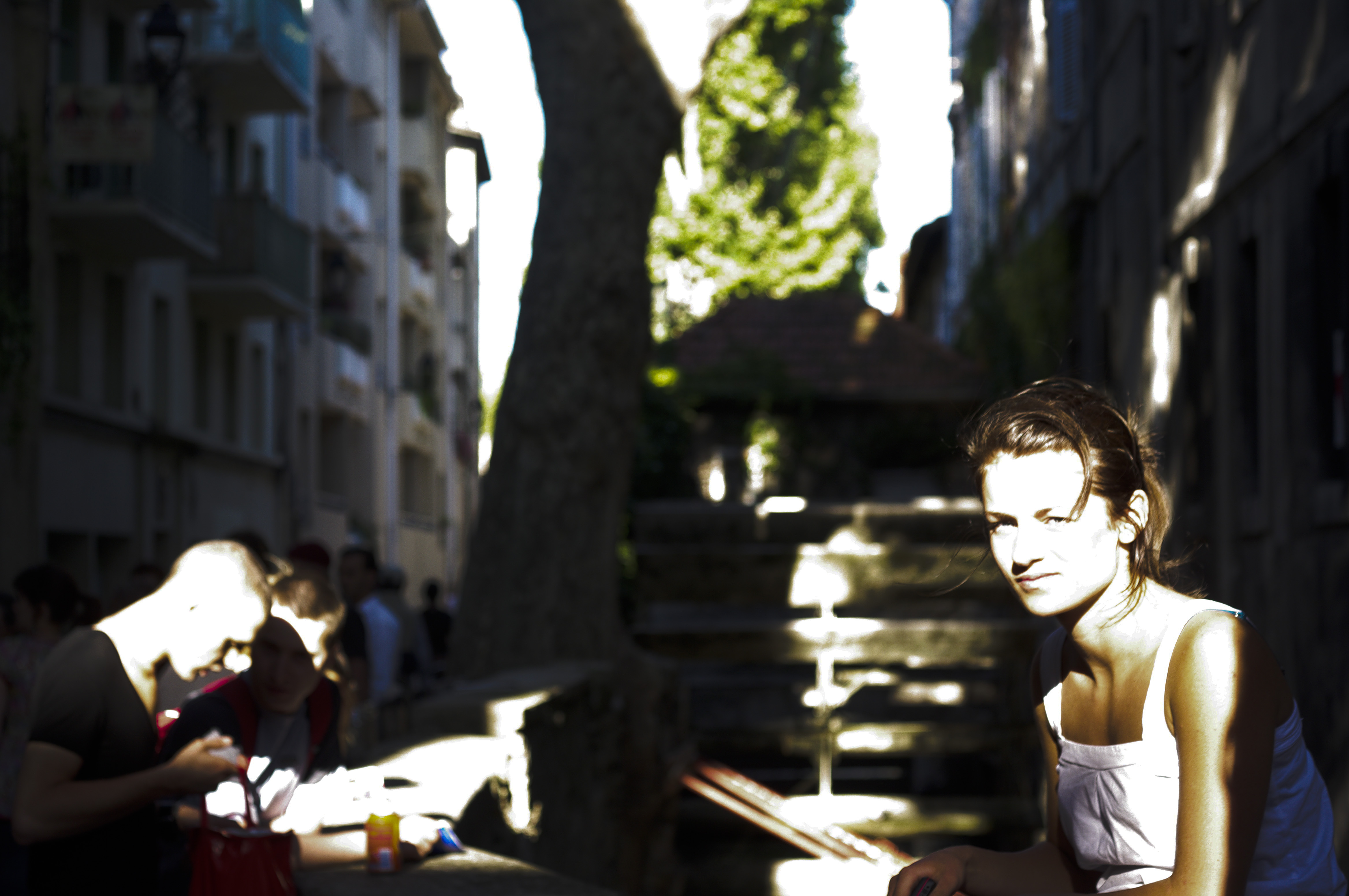
Saturation d'une fin de journée

### Roman et poésie

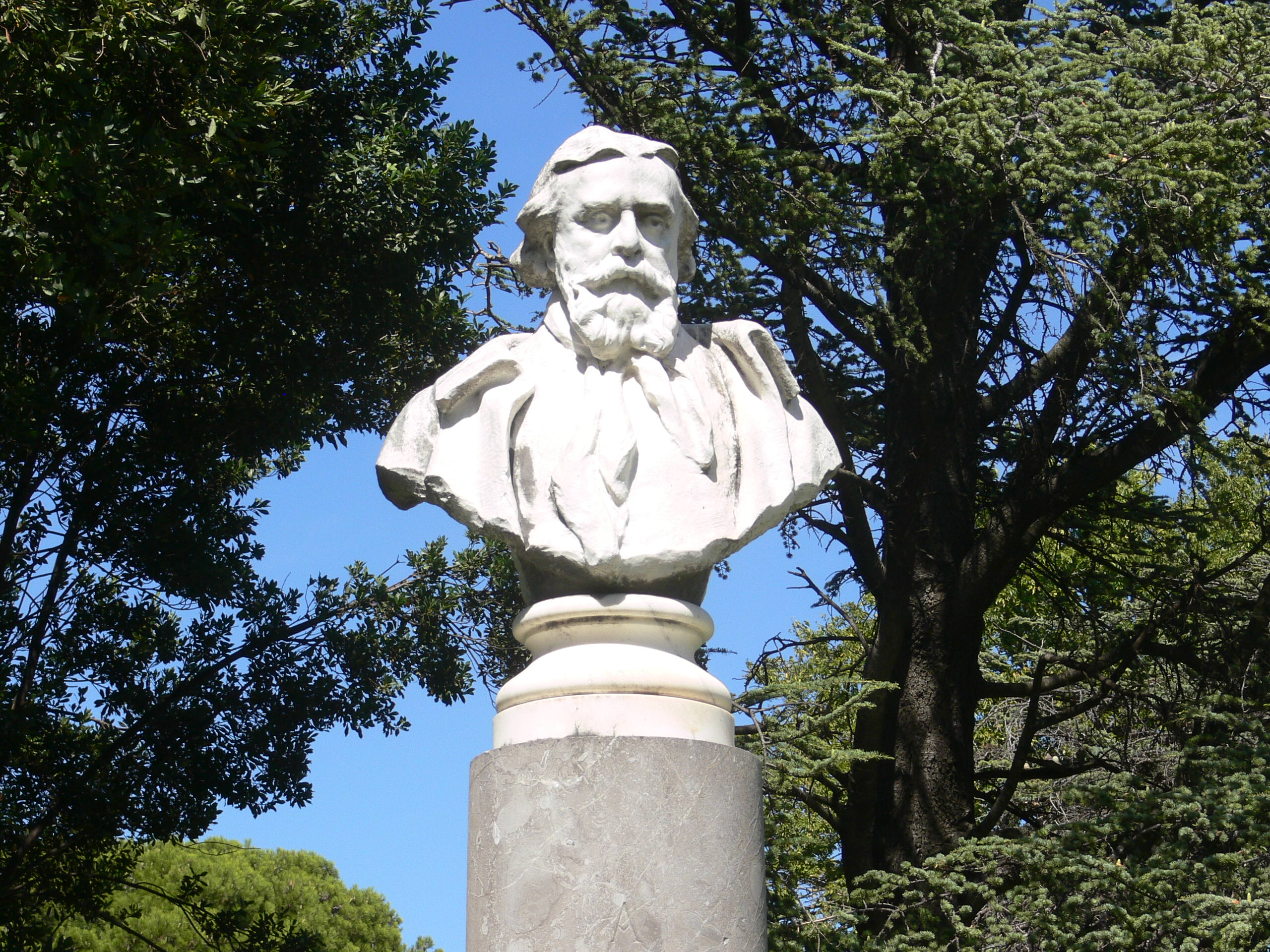
Félix Gras, qui assista dans la rue des Teinturiers, aux festivités du rattachement d'Avignon à la France.

Dans son épopée patriotique, Les Rouges du Midi, Félix Gras, (1844-1901), décrit la rue des Teinturiers en fête lors du rattachement de l'État d'Avignon et Comtat Venaissin à la France décidé par la Convention le 14 septembre 1791. Pascal, en qui l'on reconnait l'ardeur républicaine du jeune Félix, se souvient :

« J'entrai avec la farandole par la rue Limbert et nous suivîmes la rue de Roues. En voilà une rue bizarre ! La moitié est pavée pour laisser passer les gens et l'autre moitié sert de lit à la Sorgue, qui fait tourner les roues des fabriques des indienneurs et des teinturiers. Comme c'était grande fête, les teinturiers et les indienneurs avaient fermé leurs fabriques, mais la rue était tapissée, depuis les toits jusqu'au ras du sol, de bandes indiennes bigarrées, rouges, bleues, jaunes, vertes, à grands ramages de fleurs, des milliers de jolis fichus de filles flottaient sur les séchoirs et les courroies qui traversaient la rue et faisaient ainsi comme des milliers de drapeaux et de festons et d'oriflammes, où le clair soleil, malgré le froid vif, se jouait étincelant. Et tout ce papillotement, avec le bourdonnement et le balancement de la foule qui nous emportait, le bruit de l'eau de la Sorgue qui clapotait comme un tourbillon de feuilles sèches, en s'écoulant des grandes roues alignées et qui tournaient lentement et semblaient marcher comme de grosses limaces en sens contraire de la foule, tout cela vous faisait clignoter, vous donnait les éblouissements du vertige. La foule était encore plus serrée dans cette rue étroite et les farandoleurs ne pouvaient plus faire leurs entrechats à leur aise. De temps à autre on voyait apparaître leur tête au-dessus de la foule, ils essayaient en vain  de se remettre en danse à la cadence des tambourins qui ronflaient et des fifres qui s'égosillaient. »

Quant à Paul Manivet, il consacra un de ses sonnets à La rue des Teinturiers..
| « C'est la fraîche oasis du rêve et du mystère D'où monte la prière, où pleure le regret. Là, le silence et l'ombre offrent leur double attrait À qui porte un secret dans l'âme et veut le taire. Le flot bleu de Vaucluse au canal transparaît, La roue en s'égouttant l'éparpille par terre ; Donne de la fraîcheur à la chapelle austère ; Le pénitent se trouble à ce charme indiscret. » | « Au pied de cette tour que l'ogive décore, L'âme de Laure rôde, et nous attire encore. L'eau vient baiser les bords où reposa sa chair. C'est ainsi que, malgré la course et son épreuve, La Sorgue filiale, à qui ce nom est cher, Se souvient de sa source en tombant dans le fleuve. » |
| Sonnet de Paul Manivet (1856-1930) | |